# Liste der Kulturdenkmale in Husum
In der Liste der Kulturdenkmale in Husum sind alle Kulturdenkmale der schleswig-holsteinischen Stadt Husum (Kreis Nordfriesland) und ihrer Ortsteile aufgelistet (Stand: 10. März 2025).

## Legende
In den Spalten befinden sich folgende Informationen:
- Objekt-ID: die Nummer des Kulturdenkmales
- Lage: die Adresse des Kulturdenkmales und die geographischen Koordinaten. Kartenansicht, um Koordinaten zu setzen. In der Kartenansicht sind Kulturdenkmale ohne Koordinaten mit einem roten Marker dargestellt und können in der Karte gesetzt werden. Kulturdenkmale ohne Bild sind mit einem blauen Marker gekennzeichnet, Kulturdenkmale mit Bild mit einem grünen Marker.
- Offizielle Bezeichnung: Bezeichnung des Kulturdenkmales
- Beschreibung: die Beschreibung des Kulturdenkmales
- Bild: ein Bild des Kulturdenkmales

## Sachgesamtheiten
| Objekt-ID      | Lage                                                                                | Offizielle Bezeichnung                                                         | Beschreibung | Bild                             |
| -------------- | ----------------------------------------------------------------------------------- | ------------------------------------------------------------------------------ | --- | -------------------------------- |
| 49438          | Asmussenstraße 1 (54° 28′ 47″ N, 9° 3′ 10″ O)                                       | Bürgerschule Husum                                                             | Bürgerschule; 1874–1876; am Schlosspark gelegener, langgestreckter zweigeschossiger Satteldachbau mit zwei Querhäusern, in neugotischen Formen, mit Ziegelfassade; abgesetzte Turnhalle, eingeschossiger Satteldachbau, mit reduzierter Ziegelfassade und Reliefbüste - Begründung: geschichtlich, wissenschaftlich, städtebaulich - Schutzumfang: Bürgerschule, Turnhalle der Bürgerschule | BW                               |
| 37385 Wikidata | Birkenweg 8, 18, 20, 21, 22, 23, 25 (54° 28′ 22″ N, 9° 5′ 8″ O)                     | Nissenhüttensiedlung mit Nebengebäuden                                         | Gruppe von Nissenhütten, giebelständige Hauptgebäude mit hakenförmige angesetzten Nebengebäuden, zum Teil mit späteren Verbindungsbauten, eingeschossige Tonnendachbauten mit Wellblechdeckung, von der Heimstätte Schleswig-Holstein in den Jahren 1947/48 für Flüchtlinge errichtet, Veränderungen im Zuge einer dauerhaften Wohnnutzung während der späteren Nachkriegszeit - Begründung: geschichtlich, wissenschaftlich, städtebaulich - Schutzumfang: Nissenhütten mit Nebengebäuden (Birkenweg 8, 18 (nur Nebengebäude), 20, 21, 22, 23, 25) | Fotos hochladen                  |
| 49437          | Deichstraße 7-8 (54° 28′ 34″ N, 9° 2′ 37″ O)                                        | ehem. Lagerhaus mit Hofanlage                                                  | ehem. Lagerhaus mit Hofanlage; E. 19. Jh., 1928; Lagerhaus zweigeschossiger Backsteinbau mit Kieler Dach und hakenförmig angebautem, höhengestaffelten Speicherbau und korbbogiger Hofdurchfahrt, Nebengebäude im Hof eingeschossige Backsteinbauten mit Pultdächern, Hoffläche mit Pflasterung und Hofmauern - Begründung: geschichtlich, städtebaulich - Schutzumfang: ehem. Lagerhaus mit Hoffläche und Hofmauer, nördliches und östliches Nebengebäude | BW                               |
| 40773          | Deichstraße 14 (54° 28′ 38″ N, 9° 2′ 32″ O)                                         | ehem. Nordbahnhof                                                              | ehem. Nord- und Marschbahnhof; von 1887; Bahnmeisterei, zweigeschossiger Satteldachbau mit quer angesetzten eingeschossigen Flügelbauten, westlicher Flügelbau mit niedrigem Flachsatteldachanbau, Ziegelfassade mit historistischer Gliederung; im Norden davon freistehender Güterschuppen, traufständiger eingeschossiger Satteldachbau mit niedrigem Anbau - Begründung: geschichtlich, wissenschaftlich, städtebaulich, technisch - Schutzumfang: Bahnmeisterei, Güterschuppen | BW                               |
| 34692          | Dockkoogstraße 4 (54° 28′ 22″ N, 9° 2′ 13″ O)                                       | Trockendock und Betriebsgebäude des Landesamtes für Land- und Wasserwirtschaft | Trockendock und Betriebsgebäude des Landesamtes für Land- und Wasserwirtschaft; von 1874 bis 77; bestehend aus: Bürogebäude, eingeschossiger Walmdachbau mit Ziegelfassade; Schmiede, zweigeschossiger Flachsatteldachbau mit hakenförmig angesetzten Pultdachbauten und Kamin, mit Ziegelfassade, Obergeschoss zum Teil aus Fachwerk; Lager- und Werkstattgebäude, zwei in Reihe stehende eingeschossige Flachsatteldachbauten mit Firstlaterne, westlicher Baukörper mit zweigeschossigem Bauflügel, mit Ziegelfassade; Trockendock, dreiseitig abgeböschtes Becken auf hakenförmigem Grundriss, mit Klinkerboden, im Norden Balkenrost, im Süden Dockschleuse mit Stahltoren; das Trockendock umgebende Schutzdeiche und Schiffshelling im Süden - Begründung: geschichtlich, wissenschaftlich, technisch, Kulturlandschaft prägend - Schutzumfang: Trockendock, Werkstattgebäude (Schmiede), Lager- und Werkstattgebäude, Bürogebäude, Schutzdeich und Schiffshelling | BW                               |
| 49435          | Friedrichstraße 23 (54° 28′ 7″ N, 9° 3′ 21″ O)                                      | Wohn- und Geschäftshaus Friedrichstraße 23                                     | Wohn- und Geschäftshaus mit Nebengebäude; Ende 19. Jh.; in Ecklage, zweigeschossiger Ziegelbau mit Mansardwalmdächern, Eckturm, Risaliten und Putzapplikationen; bauzeitliches Nebengebäude eingeschossiger Backsteinbau mit Satteldach; Eisengittereinfriedung. - Begründung: geschichtlich, städtebaulich - Schutzumfang: Wohn- und Geschäftshaus mit Einfriedung, Nebengebäude | BW                               |
| 6364 Wikidata  | Hafenstraße u. a., Schiffbrücke, Zingel 10 (54° 28′ 30″ N, 9° 2′ 54″ O)             | Husumer Binnenhafen                                                            | Husumer Binnenhafen; 1871 bis 1889; Hafenbecken in Ost-WestErstreckung mit Wasserfläche sowie umgebenden Kai- und Schwergewichtsmauern von 1871 bis 1889, im Osten Zufluss der Husumer Mühlenau über Zingelschleuse mit segmentbogigem Tonnengewölbe auf 1858 zurückgehend, im Westen Durchfahrt zum Außenhafen, Slipanlage mit schiefer Ebene sowie Ufer- und Stützmauern an im 19. Jh. ausgebauter Südostseite des Binnenhafens - Begründung: geschichtlich, städtebaulich, technisch - Schutzumfang: Zingelschleuse, Wasserfläche (Schiffbrücke); Kaimauern (Hafenstraße, Schiffbrücke); Slipanlage der ehem. Husumer Werft mit Böschungsmauer (Zingel 10) | BW                               |
| 40145 Wikidata | Kirchenallee 13 (54° 30′ 36″ N, 9° 0′ 17″ O)                                        | Kirche Schobüll                                                                | Aktualisierung vorgesehen - Begründung: geschichtlich, wissenschaftlich, künstlerisch, städtebaulich, Kulturlandschaft prägend - Schutzumfang: Kirche mit Ausstattung, Kirchhof, Kirchhofspforten, Kirchhofsumwallung | weitere Fotos \| Fotos hochladen |
| 32829 Wikidata | König-Friedrich-V.-Allee, Neustadt 57, Schloßstraße 7 (54° 28′ 47″ N, 9° 3′ 1″ O)   | Schloss vor Husum                                                              | sog. Schloss vor Husum mit Schlossgraben, Schlosspark und weiteren zugehörigen Gebäuden: Schloss; 1577 bis 82 von Herzog Adolf von Gottorf als Nebenresidenz anstelle eines Franziskanerklosters errichtet, 1613 bis 94 Witwensitz, 1751/52 von Landbaumeister O. J. Müller zum Amtshaus umgebaut und dabei zahlreiche baufällige Teile und nicht mehr benötige Nebengebäude, wie der Westflügel, abgebrochen, 1976 bis 92 Restaurierung und rekonstruierender Wiederaufbau der Anlage durch die Architekten Jørn Overby Gram Karsten Rønnow; auf einer Insel liegende Schlossanlage - Begründung: geschichtlich, wissenschaftlich, künstlerisch, städtebaulich - Schutzumfang: Schloss vor Husum mit Sandsteinplastiken (des ehem. Haubargs Wolfenbüll), Bauplastik von Hohle Gasse 3, Schlossgraben mit Wall, Ziergarten, Hoffläche mit Einfriedung, Steinpfosten und Löwenstatuen am Auffahrtsdamm; Schlosspark mit Einfriedung, Denkmal Theodor Storm, Denkmal 1870/71, Denkmal 1914/18, Denkmal 1938/45, Gedenkstein 1848, Gartenportal mit angrenzender Mauer (König-Friedrich-V.-Allee); ehem. Kavalierhaus mit Einfriedung (Neustadt 57), ehem. Torhaus („Cornils'sches Haus“) (Schloßstraße 7) | Fotos hochladen                  |
| 49453 Wikidata | Markt (54° 28′ 38″ N, 9° 3′ 9″ O)                                                   | Kirche St. Marien                                                              | Kirche St. Marien in Husum; 1828 bis 1833, Christian Frederik Hansen; Kirche mit begrüntem Kirchhof, Epitaphien, Einfriedung und Lindenkranz; Kirche exponierter, zweigeschossiger Backsteinbau mit Walmdach, quadratischer Turm mit zylinderförmiger Laterne und Kuppelaufsatz, Fassaden mit Quaderung, Portale mit Ädikulamotiv, im Inneren Flachdecke und zwei Emporen; Ausstattung, unter anderem klassizistischer Kanzelaltar und Altarschranke sowie Bronzetaufbecken von 1643 des Künstlers L. Karsten - Begründung: geschichtlich, künstlerisch, städtebaulich - Schutzumfang: Kirche St. Marien mit Ausstattung mit Epitaphien; Kirchhof mit Grabmale bis 1870, Einfriedung, Lindenkranz | weitere Fotos \| Fotos hochladen |
| 37281 Wikidata | Norderwungweg 21a, 21a–g, 21b, 21c, 21d, 21e, 21f, 21g (54° 29′ 34″ N, 9° 1′ 42″ O) | Horchstelle Hockensbüll                                                        | ehem. Horch- und Peilstelle Hockensbüll; von 1938; sieben parallel gesetzte Baukörper in einer mit Bäumen bestandenen Grünfläche mit Wegesystem, in regional verorteten Formen der Heimatschutzarchitektur - Begründung: geschichtlich, wissenschaftlich, städtebaulich, technisch, Kulturlandschaft prägend - Schutzumfang: Haupthaus, sechs Funktionsbauten, Garten mit Wegesystem | BW                               |
| 34332 Wikidata | Osterende 18 (54° 28′ 43″ N, 9° 3′ 33″ O)                                           | Gasthaus zum Ritter St. Jürgen mit Kirche, Kirchhof mit Grabmalen und Bunker   | sog. Gasthaus Zum Ritter St. Jürgen, ehem. Hospital und Siechenhaus, zweiflügelige Anlage mit ehem. Kirchhof und Grabmalen sowie unterirdischem Luftschutzbunker: Vordergebäude; von 1878/79; zweigeschossiger Doppelgiebelbau auf hakenförmigem Grundriss, mit gestuften Blendgiebeln und Durchfahrt, Ziegelfassade mit neugotischer Gliederung; Rückgebäude mit Gasthauskirche; Kirche im Kern von 1563–65, Bauteil nördlich der Kirche von 1566–77, Anlage später erweitert, Kirchenumbau von 1897; an das Vordergebäude angeschlossener niedriger zweigeschossiger Satteldachbau mit Glockenzwerchhaus, verschlämmte Ziegelfassade mit reduzierter Gliederung, mit Kirchenausstattung; ehem. Kirchhof; im Kern 16. Jh., Umgestaltung von 1895 und durch den Gartenarchitekten Henry Maaß von 1936/37; Grünfläche mit Linden-Alleekreuz, im Norden Einfriedung mit Steinpfosten und Eisenbändern; Grabmale; 18. und 19. Jh.; fünfundfünfzig Grabsteine und -platten; Storm-Woldsen-Gruft; von 1807; Steinsarg mit Gewölbegruft und Grablege beider Familien sowie der Grablege Theodor Storms; Luftschutzbunker; Zweiter Weltkrieg; im Südwestend des Kirchhofes, Tiefbunker mit oberirdischen Eingangsbauwerken und Entlüftungsschächten. - Begründung: geschichtlich, wissenschaftlich, künstlerisch, städtebaulich - Schutzumfang: Gasthaus zum Ritter St. Jürgen, Vordergebäude, Gasthauskirche mit Ausstattung, Storm-Woldsen-Gruft; St.-Jürgen-Friedhof mit historischen Grabmalen, Einfriedung, Lindenalleesystem, Platz mit vier Steinbänken vor der Storm-Woldsen-Gruft, Bunker | BW                               |
| 41426 Wikidata | Osterhusumer Straße 47 (54° 28′ 40″ N, 9° 4′ 19″ O)                                 | Harringhof                                                                     | ehem. Hofanlage der Hardesvögte in Osterhusum; 1. Hälfte 17. Jh., ab 1765 Harringhof; Wohnhaus aus Backstein mit umgebendem Hausgarten und nach Westen anschließender Hauskoppel - Begründung: geschichtlich, städtebaulich, Kulturlandschaft prägend - Schutzumfang: Wohnhaus Harringhof; Hausgarten mit Torpfosten, Baumreihe, Einfriedung und Toreinfahrt; Hauskoppel | BW                               |
| 41429 Wikidata | Poggenburgstraße 4–10, 12, Wilhelmstraße 2 (54° 28′ 21″ N, 9° 3′ 18″ O)             | Neuer Bahnhof Husum                                                            | Bahnhof Husum; 1854–1925; Ensemble bestehend aus Altem Bahnhof, 1854 von Michael Gottlieb Birckner Bindesbøll als eingeschossiger Backsteinbau unter Satteldach mit Mittelrisalit errichtet, einem eingeschossigen Backsteinwohnhaus für Bahnbedienstete von 1875, dem Neuen Bahnhof von 1910, einem zweigeschossigen Backsteinbau der Heimatschutzarchitektur unter Walmdach mit zugehörigem Stellwerk, dem um 1900 erbauten Ringlokschuppen und einer Eisenbahnerwohnhaus-Zeile, um 1925 in Form von zwei Doppelgiebelhäusern mit einem eingeschossigen Satteldachverbindungsbau. - Begründung: geschichtlich, städtebaulich, technisch - Schutzumfang: Wohngebäude für Bahnbedienstete (Poggenburgstraße 2), Alter Bahnhof (Poggenburgstraße 10a), Neuer Bahnhof (Poggenburgstraße 12), Eisenbahnwohnhaus-Zeile mit Einfriedung und Außenanlage (Poggenburgstraße 4-10), Altes Stellwerk (Wilhelmstraße 2), Ringlokschuppen (Rödemisfeld 2a) | BW                               |
| 37362          | Schleswiger Chaussee 72 (54° 28′ 55″ N, 9° 4′ 42″ O)                                | Arboretum Boysen                                                               | Husumer Baumschule; bestehend aus Arboretum von 1955 bis 1970 angelegt, rd. 6.500 m², Baumsammlung des Landschaftsarchitekten Wilhelm Boysen; Landhaus Boysen, Bauschein von 1947, erbaut 1956; Wohnhaus, freistehende Garage mit Abstellraum - Begründung: geschichtlich, wissenschaftlich, städtebaulich - Schutzumfang: Arboretum Boysen, Landhaus Boysen, Wohnhaus, Garage mit Abstellkammer | BW                               |

## Mehrheit von baulichen Anlagen
| Objekt-ID      | Lage | Offizielle Bezeichnung                         | Beschreibung | Bild            |
| -------------- | --- | ---------------------------------------------- | --- | --------------- |
| 37680 Wikidata | Großstraße 19, 21, 23, 25, 27 (54° 28′ 37″ N, 9° 3′ 2″ O)                                                                         | Baureihe Großstraße 19–27                      | Baureihe, den Nordosten der Großstraße einfassende zweigeschossige trauf- und giebelständige Wohn- und Geschäftsbauten mit Halbwalm- und Satteldächern, Massivbauten zumeist mit Putzfassaden, östlicher Abschluss mit dem großen Baukörper des Alten Rathauses, Gebäude von 1601 bis 1907. - Begründung: geschichtlich, städtebaulich - Schutzumfang: Gebäude Großstraße 19, 21, 23, 25, 27 | BW              |
| 37681 Wikidata | Großstraße 1, 2, 3, 4–6, 5, 8, Hohle Gasse 18–20 (54° 28′ 35″ N, 9° 2′ 55″ O)                                                     | Platzrandbebauung Großstraße West              | Platzrandbebauung, die Großstraße im Westen einfassende Gebäudegruppe, trauf- und giebelständige zweigeschossige Geschäftsgebäude mit Satteldächern, zum Teil mit Zwerchhäusern versehen, historistische Massivbauten, fast ausschließlich mit Putzfassaden, dominierende Ziegelfassade des Postamtes, im Westen Abschluss durch Doppelgiebelfassade, Wiederaufbau nach Brand von 1852. Von den Gebäuden Hohle Gasse 18 und Großstraße 5 sind nur die Fassaden von Denkmalwert für die Gruppe. - Begründung: geschichtlich, städtebaulich - Schutzumfang: Wohn- und Geschäftshäuser Großstraße 1, 2, 3, 4-6, 8, Neues Postgebäude (Großstraße 5), Geschäftshausfassade (Hohle Gasse 18-20) | BW              |
| 34107          | Herzog-Adolf-Straße 33, 35, 37 (54° 28′ 30″ N, 9° 3′ 22″ O)                                                                       | Wohnhäuser Herzog-Adolf-Straße 33, 35, 37      | Wohnhausreihe; wohl 1910/11; drei freistehende Wohngebäude im Norden der Herzog-Adolf-Straße, überwiegend Mansarddachbauten mit Zwerchhäusern und Putzfassaden mit reduzierter Gliederung, Nr. 37 mit Mansardwalmdach - Begründung: geschichtlich, städtebaulich - Schutzumfang: Wohnhäuser Herzog-Adolf-Straße 33, 35 mit Einfriedung, 37 | BW              |
| 39307 Wikidata | Hohle Gasse 2, 4, 6 (54° 28′ 34″ N, 9° 2′ 55″ O)                                                                                  | Bürgerhausgruppe Hohle Gasse 2,4, 6            | Bürgerhausgruppe; im Kern 16. Jh., Neu- und Umbauten im 19. Jh.; heterogene Baureihe bestehend aus: südlichem Eckbau mit niedrigem Nebengebäude und zwei daran anschließenden Giebelbauten, zweigeschossige Satteldach-Massivbauten mit reduzierter Gliederung. - Begründung: geschichtlich, wissenschaftlich, städtebaulich - Schutzumfang: Gaststätte (Hohle Gasse 2), Wohnhaus (Hohle Gasse 4), Wohn- und Geschäftshaus (Hohle Gasse 6) | BW              |
| 39318 Wikidata | Hohle Gasse 3, 5, 10, 12 (54° 28′ 35″ N, 9° 2′ 55″ O)                                                                             | Wohnhausgruppe Hohle Gasse 3, 5, 10, 12        | Wohnhausgruppe; im Kern 15. Jh., Umbauten vom 18 - 20. Jh.; heterogene Baugruppe zu beiden Seiten der Hohlen Gasse, zweigeschossige, meist traufständige Ziegelbauten mit reduzierter Gliederung, Nr. 5 ist ein giebelständiger Mansarddachbau, Nr. 12 besitzt eine Putzfassade - Begründung: geschichtlich, städtebaulich - Schutzumfang: Wohnhäuser Hohle Gasse 3, 5, 10, 12 | BW              |
| 31239 Wikidata | Krämerstraße 2, 4, 6, 8, 10, 12, 14 (54° 28′ 35″ N, 9° 3′ 3″ O)                                                                   | Wohn- und Geschäftshäuser Krämerstraße Süd     | Wohn- und Geschäftshausbebauung; im Kern spätmittelelterlich, Umgestaltung 2. Hälfte 19. Jh.; geschlossene spätklassizistische und historistische Baureihe auf der Südseite der geschwungenen Krämerstraße zwischen Markt und Schiffbrücke - Begründung: geschichtlich, städtebaulich - Schutzumfang: Wohn- und Geschäftshäuser Krämerstraße 2, 4, 6, 8, 10, 12, 14 | BW              |
| 39589 Wikidata | Markt 1, 2, 3, 4, 5, 6, 7, 8, 9, 10–12, 11, 13, 14, 15, 16, 17, 18, 19, 20, 21, 22, 23, 28, 30, Markt (54° 28′ 37″ N, 9° 3′ 6″ O) | Marktplatzbebauung Husum                       | Marktplatzbebauung; im Kern mittelalterlich, Platzgestaltung im Zuge des Neubaus der Marienkirche von 1828 bis 1833, Umgestaltung 1902; rechteckige Platzanlage Marktplatz mit Brunnen im Westen (Kirche und Kirchhof im Osten) und geschlossene historische Bebauung mit heterogener Baustruktur von Gebäuden unterschiedlichster Epochen - Begründung: geschichtlich, künstlerisch, städtebaulich - Schutzumfang: Wohn- und Geschäftshäuser Markt 1, 2, 3, 4, 5, 6, 7, 8 , 9, 10-12, 11, 13, 14, 15, 16, 17, 18, 19, 20, 21, 22, 23, 28, 30, Asmussen-Woldsen-Brunnen | BW              |
| 39319 Wikidata | Neustadt 22, 24, 26, 28, 30, 32 (54° 28′ 39″ N, 9° 2′ 51″ O)                                                                      | Wohn- und Geschäftshäuser Neustadt 22 bis 32   | Wohn- und Geschäftshausreihe; im Kern neuzeitlich, Neu- und Umbauten bis in die 1930er Jahre; heterogene Baureihe bestehend austraufständigen Satteldachbauten, vereinzelt mit zweigeschossigen, weit in die Straße hereinragenden älteren Bauten, ansonsten jüngere, weiter zurückgesetzte Gebäude mit größerer Höhe - Begründung: geschichtlich, städtebaulich - Schutzumfang: Wohn- und Geschäftshäuser Neustadt 22, 24, 26, 28, 30, 32 | BW              |
| 37007          | Norderstraße 1, 3, 5, 7 (54° 28′ 39″ N, 9° 3′ 9″ O)                                                                               | Wohn- und Geschäftshausgruppe Norderstraße 1-7 | Wohn- und Geschäftshausreihe; im Kern neuzeitlich, mit Um- und Neubauten des 19. und frühen 20. Jh.; heterogene geschlossene Baureihe, bestehend aus meist giebelständigen Satteldachbauten mit Blendgiebeln und reduzierter Gliederung, mit unterschiedlicher Geschossigkeit und verschiedenen Fassadenmaterialien, hervorstechender viergeschossiger Abschlussbau im Westen - Begründung: geschichtlich, städtebaulich - Schutzumfang: Wohn- und Geschäftshäuser Norderstraße 1, 3, 5, 7 (mit Nebengebäude) | BW              |
| 37027          | Norderstraße 26, 28, 30 (54° 28′ 41″ N, 9° 3′ 18″ O)                                                                              | Wohn- und Geschäftshäuser Norderstraße 26-30   | Wohn- und Geschäftshausreihe; 19. Jh.; homogene geschlossene Baureihe, bestehend aus zweigeschossigen giebelständigen Putzbauten mit reduzierter Gliederung, meist Satteldachbauten mit Blendgiebeln, Mittelbau mit Halbwalm - Begründung: geschichtlich, städtebaulich - Schutzumfang: Wohn- und Geschäftshäuser Norderstraße 26, 28, 30 | BW              |
| 37347 Wikidata | Schiffbrücke 10, 11, 12 (54° 28′ 33″ N, 9° 2′ 57″ O)                                                                              | Wohn- und Geschäftshäuser Schiffbrücke 10–12   | Wohn- und Geschäftshausreihe; 2. Hälfte 19. Jh.; heterogene Reihe von drei historistischen Putzbauten, meist zweigeschossige giebelständige Satteldachbauten - Begründung: geschichtlich, künstlerisch, städtebaulich - Schutzumfang: Wohn- und Geschäftshäuser Schiffbrücke 10, 11, 12 | BW              |
| 39755 Wikidata | Schiffbrücke 16, 17, 18, 19, 20, 21, 22, 23 (54° 28′ 34″ N, 9° 2′ 59″ O)                                                          | Wohn- und Geschäftshäuser Schiffbrücke 16–23   | Wohn- und Geschäftshausgruppe; 19. Jh.; heterogene Gruppe von zwei- bis dreigeschossigen Satteldachbauten an der Ostseite der Schiffbrücke, im Norden breitgelagerte giebelständige Bauten, im Süden schmale traufständige Gebäude - Begründung: geschichtlich, künstlerisch, städtebaulich - Schutzumfang: Wohn- und Geschäftshäuser Schiffbrücke 16, 17, 18, 19, 20, 21; Wohnhaus mit ehem. Kaminkonsolen-Figuren (Schiffbrücke 22), Wohnhaus mit Nebengebäude und Einfriedung (Schiffbrücke 23) | Fotos hochladen |
| 39837 Wikidata | Wasserreihe 31, 35, 37, 41, 42, 44, 46, 48, 50, 52, 54 (54° 28′ 33″ N, 9° 2′ 53″ O)                                               | Wohn- und Geschäftshausgruppe Wasserreihe Ost  | Wohn- und Geschäftshausgruppe; 18./19. Jh.; heterogene Gruppe von ein- bis zweigeschossigen Satteldachbauten zu beiden Seiten der Wasserreihe, meist giebelständige Gebäude mit überwiegend verschlämmten Backsteinfassaden und reduzierter Gliederung - Begründung: geschichtlich, wissenschaftlich, städtebaulich - Schutzumfang: ehem. Wohnhaus Theodor Storms mit ehem. Remise und Garteneinfriedung (Wasserreihe 31), Wohnhäuser (Wasserreihe 35, 37, 42, 50), Wohn- und Geschäftshäuser (Wasserreihe 48, 52, 54), ehem. Speicher (Wasserreihe 41), ehem. Bäckerei (Wasserreihe 46), ehem. Schmiede (Wasserreihe 44)                                                                  | Fotos hochladen |
| 41631          | Zingel 13, 15 (54° 28′ 31″ N, 9° 3′ 4″ O)                                                                                         | Späthistoristische Baugruppe Zingel Ost        | Späthistoristische Baureihe; wohl vom Baumeister Christian Struve; 1893 bis 1902; auf einer Bauflucht zusammengebaute späthistoristische Ziegelbauten mit ähnlicher Traufhöhe und Breite, unterschiedliche Bauform und Detailgestaltung - Begründung: geschichtlich, städtebaulich - Schutzumfang: Hotel (Zingel 13), Bundesbankfiliale (ehem. Reichsbankzweigstelle) (Zingel 15) | BW              |

## Bauliche Anlagen
| Objekt-ID      | Lage                                                  | Offizielle Bezeichnung                              | Beschreibung | Bild                             |
| -------------- | ----------------------------------------------------- | --------------------------------------------------- | --- | -------------------------------- |
| 34288 Wikidata | Adolf-Menge-Straße 3 (54° 28′ 38″ N, 9° 3′ 55″ O)     | Wohnhaus                                            | Wohnhaus; um 1930; eingeschossiger Mansardhalbwalmdachbau in Formen der Heimatschutzarchitektur, mit polygonalem Standerker, Ziegelfassade mit reduzierter Gliederung; Außenanlage mit Ziegelsockeleinfriedung - Begründung: geschichtlich, städtebaulich - Schutzumfang: Wohnhaus, Außenanlage, Einfriedung - Denkmaltyp: Bauliche Anlage | BW                               |
| 6194 Wikidata  | Adolf-Menge-Straße 20 (54° 28′ 42″ N, 9° 3′ 52″ O)    | Villa                                               | Villa; von 1909; eingeschossiger Satteldachbau mit Treppengiebelquerhaus und Standerker, Ziegelfassade mit Blendbogengliederung, hakenförmig angeschlossenes Pultdachnebengebäude, Außenanlage - Begründung: geschichtlich, städtebaulich - Schutzumfang: Villa, Außenanlage - Denkmaltyp: Bauliche Anlage | BW                               |
| 6193 Wikidata  | Adolf-Menge-Straße 22 (54° 28′ 42″ N, 9° 3′ 52″ O)    | Sog. Landhaus Gehlsen                               | sog. Landhaus Gehlsen; von H. Bomhoff; 1910/11; eingeschossiger Satteldachbau mit traufseitigem Zwerchhaus und Walmdachrisalit sowie rundem Standerker, Giebelfassade mit gemauerten Blendbögen und hölzernem Standerker, Ziegelfassade in Formen der Heimatschutzarchitektur; Außenanlage mit Ziegeleinfriedung - Begründung: geschichtlich, künstlerisch, städtebaulich - Schutzumfang: sog. Landhaus Gehlsen, Außenanlage, Einfriedung - Denkmaltyp: Bauliche Anlage | BW                               |
| 6363 Wikidata  | Alte Landstraße 2a (54° 29′ 48″ N, 9° 1′ 52″ O)       | Gasthaus „Hockensbüller Krug“                       | Reetdachhaus aus dem Jahr 1707; Alteintragung (Aktualisierung vorgesehen) - Begründung: geschichtlich, wissenschaftlich, Kulturlandschaft prägend - Schutzumfang: gesamtes Objekt - Denkmaltyp: Bauliche Anlage | BW                               |
| 28595 Wikidata | Am Binnenhafen 3 (54° 28′ 28″ N, 9° 2′ 58″ O)         | Wohnhaus                                            | Verwaltungsgebäude; von 1902 bis 1908; eingeschossiger Halbwalmdachbau mit Kniestockgeschoss und Mittelrisalit, Putzfassade mit reduzierter Gliederung - Begründung: geschichtlich, städtebaulich - Schutzumfang: gesamtes Objekt - Denkmaltyp: Bauliche Anlage | Fotos hochladen                  |
| 6380 Wikidata  | Am Binnenhafen 52 (54° 28′ 28″ N, 9° 2′ 50″ O)        | Lagerhaus                                           | Alteintragung (Aktualisierung vorgesehen) - Begründung: geschichtlich, wissenschaftlich, städtebaulich - Schutzumfang: gesamtes Objekt - Denkmaltyp: Bauliche Anlage | Fotos hochladen                  |
| 6148 Wikidata  | Asmussenstraße 1 (54° 28′ 49″ N, 9° 3′ 8″ O)          | Bürgerschule                                        | Bürgerschule; 1874–1876; am Schlosspark gelegener, langgestreckter zweigeschossiger Satteldachbau mit zwei Querhäusern, in neugotischen Formen, mit Ziegelfassade; abgesetzte Turnhalle, eingeschossiger Satteldachbau, mit reduzierter Ziegelfassade und Reliefbüste - Begründung: geschichtlich, wissenschaftlich, städtebaulich - Schutzumfang: gesamtes Objekt - Denkmaltyp: Bauliche Anlage, Sachgesamtheit: Bürgerschule Husum | BW                               |
| 21365 Wikidata | Asmussenstraße 15 (54° 28′ 46″ N, 9° 3′ 18″ O)        | Villa                                               | Villa; im Kern Mitte 19. Jh., Erweiterung 1878/80; eingeschossiger Halbwalmdachbau, mit geschweiftem Mittelrisalit und Veranda, Putzfassade mit Neurenaissancegliederung - Begründung: geschichtlich, städtebaulich - Schutzumfang: gesamtes Objekt - Denkmaltyp: Bauliche Anlage | BW                               |
| 33014 Wikidata | Asmussenstraße 20 (54° 28′ 44″ N, 9° 3′ 8″ O)         | Villa                                               | Villa; Ende 19. Jh.; eingeschossiger Halbwalmdachbau mit zweigeschossigem Walmdachquerbau, Putzfassade Neurenaissance-Gliederung - Begründung: geschichtlich, städtebaulich - Schutzumfang: gesamtes Objekt - Denkmaltyp: Bauliche Anlage | BW                               |
| 33015 Wikidata | Asmussenstraße 22 (54° 28′ 44″ N, 9° 3′ 9″ O)         | Villa                                               | Wohnhaus; von 1906/07; Vordergebäude: eingeschossiger Mansardwalmdachbau mit turmartigem Aufbau, Freisitz und Zwerchhaus, daran anschließender Verbindungsbau: zweigeschossiger Flachsatteldachbau und Rückgebäude: zweigeschossiger Mansarddachbau mit eingeschossigem Anbau, im Inneren Treppenhaus und bauzeitliches Zubehör - Begründung: geschichtlich, städtebaulich - Schutzumfang: gesamtes Objekt - Denkmaltyp: Bauliche Anlage | BW                               |
| 34695 Wikidata | Beselerstraße 1 (54° 28′ 18″ N, 9° 3′ 11″ O)          | Bauernhaus, sog. Poggenburg                         | Bauernhaus, sog. Poggenburg; 19. Jh.; freistehender eingeschossiger Halbwalmdachbau mit Giebelrisalit, weiß verschlämmtes Backsteinmauerwerk mit Eisenklammern und Reetdeckung; Einfriedung, Eisengitter und Steinpfosten mit Froschfiguren; um 1910 - Begründung: geschichtlich, städtebaulich - Schutzumfang: Bauernhaus, sog. Poggenburg, Einfriedung - Denkmaltyp: Bauliche Anlage | BW                               |
| 31800 Wikidata | Birkenweg 23 (54° 28′ 24″ N, 9° 5′ 9″ O)              | Nissenhütte mit Nebengebäude                        | Nissenhütte, giebelständiger eingeschossiger Tonnendachbau mit abgesetztem quergestellten Nebengebäude und Wellblechdach, 1947/48 als Flüchtlingsunterkünfte errichtet, mit späteren Veränderungen - Begründung: geschichtlich, wissenschaftlich, städtebaulich - Schutzumfang: gesamtes Objekt - Denkmaltyp: Bauliche Anlage, Sachgesamtheit: Nissenhüttensiedlung mit Nebengebäuden | Fotos hochladen                  |
| 34643 Wikidata | Brinckmannstraße 8 (54° 28′ 49″ N, 9° 3′ 21″ O)       | Villa                                               | Wohnhaus; Ende 19. Jh.; eingeschossiger Satteldachbau mit zweigeschossigem Querhaus und polygonalem Standerker, Ziegelfassade mit historistischer Gliederung, hakenförmig angesetztes Nebengebäude - Begründung: geschichtlich, städtebaulich - Schutzumfang: gesamtes Objekt - Denkmaltyp: Bauliche Anlage | BW                               |
| 31237 Wikidata | Brinckmannstraße 9 (54° 28′ 49″ N, 9° 3′ 23″ O)       | Wohnhaus                                            | Wohnhaus; bez. 1906; zweigeschossiger Krüppelwalmdachbau mit Querhaus und rundem Standerker, Putzfassade mit Jugendstilgliederung; Vorgarten mit Eisengittereinfriedung - Begründung: geschichtlich, städtebaulich - Schutzumfang: Wohnhaus, Vorgarten, Einfriedung - Denkmaltyp: Bauliche Anlage | BW                               |
| 34651 Wikidata | Brinckmannstraße 38 (54° 28′ 56″ N, 9° 3′ 18″ O)      | Villa                                               | Villa; Ende 19. Jh.; eingeschossiger Halbwalmdachbau mit zweigeschossigem Turmanbau, Ziegelbau mit historistischer Putzgliederung, Dächer mit farbiger Ziegeldeckung - Begründung: geschichtlich, städtebaulich - Schutzumfang: gesamtes Objekt - Denkmaltyp: Bauliche Anlage | BW                               |
| 34097 Wikidata | Damm 12 (54° 28′ 27″ N, 9° 3′ 6″ O)                   | Villa                                               | Villa; bez. 1897; zweigeschossiger Satteldachbau mit hakenförmig angesetztem eingeschossigen Halbwalmdachanbau und Eckturm mit Spitzhelm, an der West und Südseite Standerker, Ziegelbau mit historistischer Putzgliederung - Begründung: geschichtlich, städtebaulich - Schutzumfang: gesamtes Objekt - Denkmaltyp: Bauliche Anlage | Fotos hochladen                  |
| 22062 Wikidata | Danckwerthstraße 2 (54° 28′ 31″ N, 9° 3′ 10″ O)       | Wohnhaus mit Garage                                 | Alteintragung (Aktualisierung vorgesehen) - Begründung: künstlerisch, städtebaulich - Schutzumfang: gesamtes Objekt - Denkmaltyp: Bauliche Anlage | BW                               |
| 33538 Wikidata | Deichstraße 7–8 (54° 28′ 34″ N, 9° 2′ 37″ O)          | Ehemaliges Lagerhaus                                | Lagerhaus; Ende 19. Jh. Umbau zum Bierlager, 1928 erneuter Umbau; zweigeschossiger einhüftiger Satteldachbau, mit hakenförmig angebautem, höhengestaffelten Speicherbau und korbbogiger Hofdurchfahrt, mit Sichtziegelmauerwerk; zwei freistehende, hakenförmig zueinander stehende Nebengebäude, eingeschossige Pultdachbauten mit verschlämmter Ziegelfassade; Hoffläche mit Pflasterung und Hofmauern - Begründung: geschichtlich, städtebaulich - Schutzumfang: ehem. Lagerhaus, Hoffläche, Hofmauer - Denkmaltyp: Bauliche Anlage, Sachgesamtheit: ehem. Lagerhaus mit Hofanlage | BW                               |
| 31255          | Deichstraße 14 (54° 28′ 39″ N, 9° 2′ 32″ O)           | Bahnmeisterei                                       | Bahnmeisterei; von 1887; zweigeschossiger Satteldachbau mit quer angesetzten eingeschossigen Flügelbauten, westlicher Flügelbau mit niedrigem Flachsatteldachanbau, Ziegelfassade mit historistischer Gliederung - Begründung: geschichtlich, wissenschaftlich, städtebaulich, technisch - Schutzumfang: gesamtes Objekt - Denkmaltyp: Bauliche Anlage, Sachgesamtheit: ehem. Nordbahnhof | BW                               |
| 31256          | Deichstraße 14 (54° 28′ 40″ N, 9° 2′ 31″ O)           | Güterschuppen                                       | Güterschuppen; von 1887; traufständiger eingeschossiger Satteldachbau mit niedrigem Anbau - Begründung: geschichtlich, wissenschaftlich, städtebaulich, technisch - Schutzumfang: gesamtes Objekt - Denkmaltyp: Bauliche Anlage, Sachgesamtheit: ehem. Nordbahnhof | BW                               |
| 5281 Wikidata  | Dockkoogstraße 4 (54° 28′ 22″ N, 9° 2′ 6″ O)          | Trockendock                                         | Trockendock; von 1874 bis 1877; dreiseitig abgeböschtes Becken auf hakenförmigem Grundriss, mit Klinkerboden, im Norden Balkenrost, im Süden Dockschleuse mit Stahltoren - Begründung: geschichtlich, wissenschaftlich, technisch - Schutzumfang: gesamtes Objekt - Denkmaltyp: Bauliche Anlage, Sachgesamtheit: Trockendock und Betriebsgebäude des Landesamtes für Land- und Wasserwirtschaft | BW                               |
| 5282 Wikidata  | Dockkoogstraße 4 (54° 28′ 23″ N, 9° 2′ 10″ O)         | Werkstattgebäude (Schmiede)                         | Schmiede; von 1874 bis 1877; zweigeschossiger Flachsatteldachbau mit hakenförmig angesetzten Pultdachbauten und Kamin, mit Ziegelfassade, Obergeschoss zum Teil aus Fachwerk - Begründung: geschichtlich, wissenschaftlich, technisch - Schutzumfang: gesamtes Objekt - Denkmaltyp: Bauliche Anlage, Sachgesamtheit: Trockendock und Betriebsgebäude des Landesamtes für Land- und Wasserwirtschaft | BW                               |
| 5284 Wikidata  | Dockkoogstraße 4 (54° 28′ 22″ N, 9° 2′ 14″ O)         | Lager- und Werkstattgebäude                         | Lager- und Werkstattgebäude; von 1874 bis 1877; zwei in Reihe stehende eingeschossige Flachsatteldachbauten mit Firstlaterne, westlicher Baukörper mit zweigeschossigem Bauflügel, mit Ziegelfassade - Begründung: geschichtlich, wissenschaftlich, technisch - Schutzumfang: gesamtes Objekt - Denkmaltyp: Bauliche Anlage, Sachgesamtheit: Trockendock und Betriebsgebäude des Landesamtes für Land- und Wasserwirtschaft | BW                               |
| 5285 Wikidata  | Dockkoogstraße 4 (54° 28′ 22″ N, 9° 2′ 12″ O)         | Bürogebäude                                         | Bürogebäude; von 1874 bis 1877; eingeschossiger Walmdachbau mit Ziegelfassade - Begründung: geschichtlich, wissenschaftlich, technisch - Schutzumfang: gesamtes Objekt - Denkmaltyp: Bauliche Anlage, Sachgesamtheit: Trockendock und Betriebsgebäude des Landesamtes für Land- und Wasserwirtschaft | BW                               |
| 34610 Wikidata | Feldbergstraße 3 (54° 28′ 42″ N, 9° 4′ 14″ O)         | Wohnhaus                                            | Wohnhaus; um 1920; eingeschossiger giebelständiger Mansarddachbau mit polygonalem Standerker und Ziegelfassade, in Formen der Heimatschutzarchitektur; Backstein-Einfriedung mit Eisengitteraufsatz - Begründung: geschichtlich, städtebaulich - Schutzumfang: gesamtes Objekt - Denkmaltyp: Bauliche Anlage | BW                               |
| 34705 Wikidata | Friedrichstraße 23 (54° 28′ 7″ N, 9° 3′ 29″ O)        | Wohn- und Geschäftshaus mit Nebengebäude            | Wohnhaus; Ende 19. Jh.; in Ecklage befindlicher zweigeschossiger Mansardwalmdachbau mit rundem Eckturm, zwei Eckrisaliten und Krüppelwalmdachrisalit, Dach mit Schieferdeckung, Ziegelfassaden mit Putzflächen; Nebengebäude, eingeschossiger Satteldachbau mit Ziegelfassade; Eisengittereinfriedung - Begründung: geschichtlich, städtebaulich - Schutzumfang: Wohn- und Geschäftshaus, Einfriedung - Denkmaltyp: Bauliche Anlage, Sachgesamtheit: Wohn- und Geschäftshaus Friedrichstraße 23 | BW                               |
| 28594 Wikidata | Friedrichstraße 31 (54° 28′ 4″ N, 9° 3′ 27″ O)        | Wohnhaus mit Nebengebäude                           | Wohnhaus; von 1905; historistischer eingeschossiger Satteldachbau mit hölzernem Standerker und darüber aufgehendem Backengiebel, mit Schieferdeckung und stehenden Gauben, Ziegelfassade mit reduzierter Putzgliederung, hakenförmig angesetztes Satteldachnebengebäude; straßenseitige Eisengittereinfriedung - Begründung: geschichtlich, städtebaulich - Schutzumfang: Wohnhaus mit Nebengebäude, Einfriedung - Denkmaltyp: Bauliche Anlage | BW                               |
| 9273 Wikidata  | Friedrichstraße 43 (54° 28′ 1″ N, 9° 3′ 31″ O)        | Bauernhaus mit Garten und Einfriedung               | Alteintragung (Aktualisierung vorgesehen) - Begründung: geschichtlich, wissenschaftlich, Kulturlandschaft prägend - Schutzumfang: Alteintragung (Aktualisierung vorgesehen) - Denkmaltyp: Bauliche Anlage | BW                               |
| 31102 Wikidata | Großstraße 1 (54° 28′ 37″ N, 9° 2′ 54″ O)             | Wohn- und Geschäftshaus                             | Wohn- und Geschäftshaus; nach 1852; zweigeschossiger Satteldachbau in Ecklage mit reduzierter Gliederung - Begründung: geschichtlich, städtebaulich - Schutzumfang: gesamtes Objekt - Denkmaltyp: Bauliche Anlage, Mehrheit von baulichen Anlagen: Platzrandbebauung Großstraße West | Fotos hochladen                  |
| 31103 Wikidata | Großstraße 2 (54° 28′ 36″ N, 9° 2′ 54″ O)             | Wohn- und Geschäftshaus                             | Wohn- und Geschäftshaus; bez. 1888; zweigeschossiger Satteldachbau in Ecklage mit rundem Turmerker und Zwerchhaus, Rotsteinfassade in historistischen Formen - Begründung: geschichtlich, städtebaulich - Schutzumfang: gesamtes Objekt - Denkmaltyp: Bauliche Anlage, Mehrheit von baulichen Anlagen: Platzrandbebauung Großstraße West | Fotos hochladen                  |
| 31104 Wikidata | Großstraße 4–6 (54° 28′ 36″ N, 9° 2′ 55″ O)           | Wohn- und Geschäftshaus                             | Wohn- und Geschäftshaus; 1. Hälfte 19. Jh.; zweigeschossiger traufständiger Satteldachbau mit Zwerchhaus und Putzfassade mit reduzierter Gliederung - Begründung: geschichtlich, städtebaulich - Schutzumfang: gesamtes Objekt - Denkmaltyp: Bauliche Anlage, Mehrheit von baulichen Anlagen: Platzrandbebauung Großstraße West | Fotos hochladen                  |
| 31106 Wikidata | Großstraße 13 (54° 28′ 37″ N, 9° 2′ 59″ O)            | Wohn- und Geschäftshaus (Vorderhaus)                | Wohn- und Geschäftshaus, dreigeschossiger Mansardwalmdachbau mit Flacherker Rotsteinfassade und Putzgliederung, in Formen der Neurenaissance, um 1890. - Begründung: geschichtlich, städtebaulich - Schutzumfang: gesamtes Objekt - Denkmaltyp: Bauliche Anlage | BW                               |
| 3126 Wikidata  | Großstraße 18 (54° 28′ 36″ N, 9° 2′ 59″ O)            | Ehemaliges Kaufmannsgebäude                         | Sog. „Wernersches Haus“, Kaufmannshaus aus der Zeit der wirtschaftlichen Blüte Husums mit Backsteinfassade und Stufengiebel des 16. Jahrhunderts. Alteintragung (Aktualisierung vorgesehen) - Begründung: geschichtlich, wissenschaftlich, künstlerisch - Schutzumfang: Alteintragung (Aktualisierung vorgesehen) - Denkmaltyp: Bauliche Anlage | Fotos hochladen                  |
| 6151 Wikidata  | Großstraße 21 (54° 28′ 38″ N, 9° 3′ 2″ O)             | Schwan-Apotheke                                     | Wohn- und Geschäftshaus, sog. Schwan-Apotheke, zweigeschossiger Satteldachbau mit straßenseitigem Halbwalm, Traufknoten, Rundbogenportal und Schwanenfigur, bez. 1656, Rückbau von Fassade und Dach nach 1870; mit Apothekenausstattung, 18. Jh. - Begründung: geschichtlich, städtebaulich - Schutzumfang: gesamtes Objekt - Denkmaltyp: Bauliche Anlage, Mehrheit von baulichen Anlagen: Baugruppe Großstraße 19-27 | Fotos hochladen                  |
| 31110 Wikidata | Großstraße 23 (54° 28′ 38″ N, 9° 3′ 2″ O)             | Wohn- und Geschäftshaus                             | Wohnhaus, ehem. Hamburger Hof, zweigeschossiger Satteldachbau mit straßenseitigem Halbwalm und Traufknoten, 18. Jh; angebautes Ökonomiegebäude, zweigeschossiger Satteldachbau in Ziegelbauweise mit Eisenankern, 19. Jh. - Begründung: geschichtlich, städtebaulich - Schutzumfang: gesamtes Objekt - Denkmaltyp: Bauliche Anlage, Mehrheit von baulichen Anlagen: Baugruppe Großstraße 19-27 | BW                               |
| 26811 Wikidata | Großstraße 25 (54° 28′ 38″ N, 9° 3′ 3″ O)             | Wohn- und Geschäftshaus                             | Wohn- und Geschäftshaus, zweigeschossiger Satteldachbau mit vorgeblendetem Neurenaissancegiebel und Stuckgliederung, um 1890 - Begründung: geschichtlich, städtebaulich - Schutzumfang: gesamtes Objekt - Denkmaltyp: Bauliche Anlage, Mehrheit von baulichen Anlagen: Baugruppe Großstraße 19-27 | BW                               |
| 3133 Wikidata  | Großstraße 27 (54° 28′ 38″ N, 9° 3′ 3″ O)             | Altes Rathaus                                       | Altes Rathaus, zweigeschossiger Walmdachbau auf hakenförmigem Grundriss, mit Rotsteinfassade, polygonalem Dachreiter, Zwerchhausgiebel, Durchfahrt und Freitreppe mit darunterliegendem Kellerabgang, Kernbau von Peter van Mastricht, 1601, Anbau der Freitreppe und Aufsetzen des Dachreiters von 1702, Umbaumaßnahmen in der Zweiten Hälfte des 19. Jh. sowie im letzten Viertel des 20. Jh. - Begründung: geschichtlich, städtebaulich - Schutzumfang: gesamtes Objekt - Denkmaltyp: Bauliche Anlage, Mehrheit von baulichen Anlagen: Baugruppe Großstraße 19-27 | Fotos hochladen                  |
| 6152 Wikidata  | Großstraße 30 (54° 28′ 36″ N, 9° 3′ 2″ O)             | Ehemaliges Kaufmannshaus                            | Alteintragung (Aktualisierung vorgesehen) - Begründung: geschichtlich, städtebaulich - Schutzumfang: gesamtes Äußeres - Denkmaltyp: Bauliche Anlage | Fotos hochladen                  |
| 6153 Wikidata  | Großstraße 32 (54° 28′ 37″ N, 9° 3′ 3″ O)             | Wohn- und Geschäftshaus                             | Alteintragung (Aktualisierung vorgesehen) - Begründung: geschichtlich, städtebaulich - Schutzumfang: gesamtes Objekt - Denkmaltyp: Bauliche Anlage | Fotos hochladen                  |
| 31113 Wikidata | Hafenstraße 9 (54° 28′ 30″ N, 9° 2′ 49″ O)            | Wohnhaus                                            | Wohnhaus; um 1890; zweigeschossiger Walmdachbau und mit flachem Mittelrisalit und Ziegelfassade mit historistischer Putzgliederung - Begründung: geschichtlich, städtebaulich - Schutzumfang: gesamtes Objekt - Denkmaltyp: Bauliche Anlage | BW                               |
| 6381 Wikidata  | Hafenstraße 17 (54° 28′ 30″ N, 9° 2′ 51″ O)           | Lagerhaus                                           | Alteintragung (Aktualisierung vorgesehen) - Begründung: geschichtlich, städtebaulich - Schutzumfang: Alteintragung (Aktualisierung vorgesehen) - Denkmaltyp: Bauliche Anlage | Fotos hochladen                  |
| 21257 Wikidata | Herzog-Adolf-Straße 3 (54° 28′ 26″ N, 9° 3′ 20″ O)    | Berufsschule                                        | Alteintragung (Aktualisierung vorgesehen) - Begründung: geschichtlich, städtebaulich - Schutzumfang: Alteintragung (Aktualisierung vorgesehen) - Denkmaltyp: Bauliche Anlage | BW                               |
| 21254 Wikidata | Herzog-Adolf-Straße 8–16 (54° 28′ 24″ N, 9° 3′ 17″ O) | Mietwohnungshaus                                    | Alteintragung (Aktualisierung vorgesehen) - Begründung: geschichtlich, städtebaulich - Schutzumfang: Alteintragung (Aktualisierung vorgesehen) - Denkmaltyp: Bauliche Anlage | BW                               |
| 6149 Wikidata  | Herzog-Adolf-Straße 18 (54° 28′ 30″ N, 9° 3′ 18″ O)   | Finanzamt                                           | Finanzamt; 1926–28, Entwurf H. Wiens u. Regierungsbaurat Penners; zweigeschossiger Backsteinbau unter Satteldach mit Stufengiebeln und Gauben, winklig angesetzter Querbau, Fassade mit expressionistischer Gliederung; straßenseitige Außenanlage mit Einfriedung - Begründung: geschichtlich, künstlerisch, städtebaulich - Schutzumfang: Finanzamt, Außenanlagen, Einfriedung - Denkmaltyp: Bauliche Anlage | weitere Fotos \| Fotos hochladen |
| 3127 Wikidata  | Herzog-Adolf-Straße 25 (54° 28′ 31″ N, 9° 3′ 22″ O)   | Nordsee Museum („Nissenhaus“)                       | Nissenhaus; nach Entwürfen von Georg Rieve erbaut; 1933 – 37; zweigeschossiger Satteldachbau mit hakenförmigem Anbau und halbrunden Standerkern, Eingangsrisalit mit Freitreppe, Portal und rundbogigem Drillingsgiebel mit Bauplastik von A. Blaue, Ziegelbau mit expressionistischer Gliederung und Terrakottaornamenten; Außenanlage; nach dem Entwurf von Harry Maaß; zeitgleich; Grünfläche mit Bäumen und Teich sowie Backsteineinfriedung mit Eisenbändern, Freitreppe und Fahnenmasten - Begründung: geschichtlich, künstlerisch, städtebaulich - Schutzumfang: Nissenhaus, Außenanlagen, Einfriedung, Freitreppe mit Fahnenmasten und Laternen - Denkmaltyp: Bauliche Anlage | Fotos hochladen                  |
| 28866 Wikidata | Herzog-Adolf-Straße 25 (54° 28′ 31″ N, 9° 3′ 23″ O)   | Museum: Rotter Abendmahlschrank                     | Alteintragung (Aktualisierung vorgesehen) - Begründung: geschichtlich, wissenschaftlich, künstlerisch - Schutzumfang: gesamtes Objekt - Denkmaltyp: Bauliche Anlage | BW                               |
| 34109          | Herzog-Adolf-Straße 35 (54° 28′ 35″ N, 9° 3′ 19″ O)   | Wohnhaus                                            | Wohnhaus; wohl 1910/11; eingeschossiger, freistehender Mansarddachbau mit Fußwalm, Walmdachanbau mit Standerker und Freitreppe, Putzfassade mit Gliederung; Einfriedung mit Steinpfosten - Begründung: geschichtlich, städtebaulich - Schutzumfang: Wohnhaus, Einfriedung - Denkmaltyp: Bauliche Anlage, Mehrheit von baulichen Anlagen: Wohnhäuser Herzog-Adolf-Straße 33, 35, 37 | BW                               |
| 34110          | Herzog-Adolf-Straße 37 (54° 28′ 35″ N, 9° 3′ 19″ O)   | Wohnhaus                                            | Wohn- und Geschäftshaus; wohl 1910/1911; zweigeschossiger, freistehender Mansardwalmdachbau mit hakenförmig angesetztem Anbau, Putzfassade mit Jugendstilornamenten - Begründung: geschichtlich, städtebaulich - Schutzumfang: gesamtes Objekt - Denkmaltyp: Bauliche Anlage, Mehrheit von baulichen Anlagen: Wohnhäuser Herzog-Adolf-Straße 33, 35, 37 | BW                               |
| 34101          | Herzog-Adolf-Straße (54° 28′ 23″ N, 9° 3′ 18″ O)      | Eisenbahner-Kriegerdenkmal                          | Eisenbahner-Kriegerdenkmal; nach 1918; runder Gedenkstein mit abgesetztem kleineren Stein, Granit mit Relief eines eichenbekränzten Stahlhelms, eines Schwertes und eines Flügelrades - Begründung: geschichtlich, wissenschaftlich, städtebaulich - Schutzumfang: gesamtes Objekt - Denkmaltyp: Bauliche Anlage | BW                               |
| 31121 Wikidata | Hohle Gasse 2 (54° 28′ 33″ N, 9° 2′ 55″ O)            | Gaststätte                                          | Gasthaus; im Kern wohl neuzeitlich, Umbau 2. Hälfte 19. Jh.; zweigeschossiger Steildachbau in Ecklage mit vorgesetzter historistischer Fassade und Eckzwerchhaus; westlich angesetzter Satteldachquerbau; im Norden eingeschossiger Pultdachanbau mit waagrechtem Vorschussgiebel - Begründung: geschichtlich, städtebaulich - Schutzumfang: gesamtes Objekt - Denkmaltyp: Bauliche Anlage, Mehrheit von baulichen Anlagen: Bürgerhäuser Hohle Gasse 2, 4, 6 | BW                               |
| 1817 Wikidata  | Hohle Gasse 3 (54° 28′ 35″ N, 9° 2′ 55″ O)            | Wohnhaus                                            | Bürgerhaus und Elternhaus von Theodor Storm; von 1777; zweigeschossiger traufständiger Steildachbau mit Sockelgeschoss und hakenförmig angesetztem Rückgebäude, Rotsteinfassade mit Eckquaderung, Kellerhals und steinerner Freitreppe mit geschnitzter Holztür; mit Zubehör und Ausstattung - Begründung: geschichtlich, künstlerisch, städtebaulich - Schutzumfang: gesamtes Objekt - Denkmaltyp: Bauliche Anlage, Mehrheit von baulichen Anlagen: Wohnhäuser Hohle Gasse 3, 5, 10, 12 | Fotos hochladen                  |
| 6154 Wikidata  | Hohle Gasse 4 (54° 28′ 34″ N, 9° 2′ 55″ O)            | Wohnhaus                                            | Bürgerhaus; im Kern wohl 17. Jh., Umbau bez. 1712; zweigeschossiger Steildachbau mit Kellergeschoss, mit Giebeltürmchen Freitreppe und Kellerhals, Backsteinbau mit reduzierter Gliederung und Mauerankern - Begründung: geschichtlich, wissenschaftlich, städtebaulich - Schutzumfang: gesamtes Objekt - Denkmaltyp: Bauliche Anlage, Mehrheit von baulichen Anlagen: Bürgerhäuser Hohle Gasse 2, 4, 6 | BW                               |
| 28978 Wikidata | Hohle Gasse 10 (54° 28′ 35″ N, 9° 2′ 54″ O)           | Wohnhaus                                            | Wohn- und Geschäftshaus; letztes V. 19. Jh.; zweigeschossiger Mansarddachbau in Ecklage mit Erkern, Ziegelfassade mit historistischer Gliederung - Begründung: geschichtlich, städtebaulich - Schutzumfang: gesamtes Objekt - Denkmaltyp: Bauliche Anlage, Mehrheit von baulichen Anlagen: Wohnhäuser Hohle Gasse 3, 5, 10, 12 | BW                               |
| 31124 Wikidata | Hohle Gasse 12 (54° 28′ 35″ N, 9° 2′ 54″ O)           | Wohnhaus                                            | Wohn- und Geschäftshaus; um 1910; zweigeschossiger Mansarddachbau mit Dreieckserker und Putzfassade mit späthistoristischen Ornamenten; mit Zubehör - Begründung: geschichtlich, städtebaulich - Schutzumfang: gesamtes Objekt - Denkmaltyp: Bauliche Anlage, Mehrheit von baulichen Anlagen: Wohnhäuser Hohle Gasse 3, 5, 10, 12 | Fotos hochladen                  |
| 6019 Wikidata  | Ingwer-Paulsen-Weg 1 (54° 30′ 53″ N, 8° 59′ 59″ O)    | Wohn- und Atelierhaus                               | ehem. Wohn- und Atelierhaus des Malers und Grafiker Ingwer Paulsen; von 1913/14; wohl nach Plänen von Ernst Prinz; eingeschossiger Halbwalmdachbau auf hakenförmigem Grundriss mit nördlichem Giebelzwerchhaus, Ziegelfassade mit reduzierter Gliederung in Heimatschutz-Formen; im Inneren Zubehör und Ausstattung - Begründung: geschichtlich, künstlerisch - Schutzumfang: gesamtes Objekt - Denkmaltyp: Bauliche Anlage | BW                               |
| 5133           | Kirchenallee 1 (54° 30′ 35″ N, 9° 0′ 16″ O)           | Kirche mit Ausstattung                              | Alteintragung (Aktualisierung vorgesehen) - Begründung: geschichtlich, wissenschaftlich, künstlerisch, städtebaulich - Schutzumfang: gesamtes Objekt - Denkmaltyp: Bauliche Anlage, Sachgesamtheit: Kirche Schobüll | Fotos hochladen                  |
| 19391 Wikidata | Kleikuhle 1–2 (54° 28′ 31″ N, 9° 2′ 41″ O)            | Ehemaliges Hauptzollamt                             | ehem. Hauptzollamt; von Regierungsbaurat Wilhelm Penner; 1928; zweigeschossiger Satteldachbau in Ecklage mit Querhausanbau, flachen Eckrisaliten und Blendgiebeln, Portal mit Ziegelrahmen und Reichsadlern, Ziegelfassade mit expressionistischen Gliederung - Begründung: geschichtlich, künstlerisch, städtebaulich - Schutzumfang: gesamtes Objekt - Denkmaltyp: Bauliche Anlage | weitere Fotos \| Fotos hochladen |
| 33048          | Kleine Straße 1 (54° 28′ 33″ N, 9° 2′ 38″ O)          | Wohnhaus                                            | Wohnhaus; Ende 19. Jh.; zweigeschossiger Mansardwalmdachbau in Ecklage, Putzfassade mit Neurenaissance-Ornamenten - Begründung: geschichtlich, städtebaulich - Schutzumfang: gesamtes Objekt - Denkmaltyp: Bauliche Anlage | BW                               |
| 929 Wikidata   | König-Friedrich-V.-Allee (54° 28′ 47″ N, 9° 3′ 1″ O)  | Schloss                                             | Schloss; 1577 bis 82 von Herzog Adolf von Gottorf als Nebenresidenz anstelle eines Franziskanerklosters errichtet, 1613 bis 94 Witwensitz, 1751/52 von Landbaumeister O. J. Müller zum Amtshaus umgebaut und dabei zahlreiche baufällige Teile und nicht mehr benötige Nebengebäude, wie der Westflügel, abgebrochen, 1976 bis 92 Restaurierung und rekonstruierender Wiederaufbau der Anlage durch die Architekten Jørn Overby Gram Karsten Rønnow; auf einer Insel liegende Schlossanlage - Begründung: geschichtlich, wissenschaftlich, künstlerisch, städtebaulich - Schutzumfang: Schloss vor Husum, Sandsteinplastiken (des ehem. Haubargs Wolfenbüll), Bauplastik von Hohle Gasse 3, Schlossgraben mit Wall, Ziergarten, Hoffläche mit Einfriedung, Steinpfosten und Löwenstatuen am Auffahrtsdamm - Denkmaltyp: Bauliche Anlage, Sachgesamtheit: Schloss vor Husum                                                                                | weitere Fotos \| Fotos hochladen |
| 6195 Wikidata  | König-Friedrich-V.-Allee (54° 28′ 50″ N, 9° 2′ 55″ O) | Denkmal Theodor Storm                               | Denkmal zu Ehren Theodor Storms, eine bronzene Büste des Dichters vom Bildhauer Adolf Brütt auf hohem Granitsockel, 1898 eingeweiht - Begründung: geschichtlich, wissenschaftlich, künstlerisch - Schutzumfang: gesamtes Objekt - Denkmaltyp: Bauliche Anlage, Sachgesamtheit: Schloss vor Husum | weitere Fotos \| Fotos hochladen |
| 6196 Wikidata  | König-Friedrich-V.-Allee (54° 28′ 53″ N, 9° 2′ 56″ O) | Denkmal 1870/71                                     | Denkmal in Erinnerung an den deutsch-französischen Krieg 1870/71 errichtet, ein hoher Obelisk auf Postament über einem felsartigen Unterbau, von 1882 - Begründung: geschichtlich, wissenschaftlich, künstlerisch - Schutzumfang: gesamtes Objekt - Denkmaltyp: Bauliche Anlage, Sachgesamtheit: Schloss vor Husum | weitere Fotos \| Fotos hochladen |
| 6197 Wikidata  | König-Friedrich-V.-Allee (54° 28′ 50″ N, 9° 3′ 4″ O)  | Denkmal 1914/18                                     | Denkmal für die Gefallenen des Ersten Weltkriegs, ein hainartiges achtseitiges Ehrenmal aus Backsteinwänden mit eingelassenen Schrifttafeln (Architekt Schröder) und einer Figur einer Trauernden (Bildhauer Heinrich Mißfeldt, Berlin), von 1923 - Begründung: geschichtlich, wissenschaftlich, künstlerisch - Schutzumfang: gesamtes Objekt - Denkmaltyp: Bauliche Anlage, Sachgesamtheit: Schloss vor Husum | weitere Fotos \| Fotos hochladen |
| 6198 Wikidata  | König-Friedrich-V.-Allee (54° 28′ 46″ N, 9° 3′ 5″ O)  | Denkmal 1938/45                                     | Mahnmal für die Toten des Zweiten Weltkriegs, eine auf einem hügelartigen, an eine zersplitternde Granate erinnernden Sockel stehende Figur mit flehend erhobenem Arm, zu ihren Füßen Gefallene, geschaffen vom Bildhauer Siegfried Assmann, von 1963 - Begründung: geschichtlich, wissenschaftlich, künstlerisch - Schutzumfang: Mahnmal für die Opfer aller Kriege, - Denkmaltyp: Bauliche Anlage, Sachgesamtheit: Schloss vor Husum | BW                               |
| 36708 Wikidata | König-Friedrich-V.-Allee (54° 28′ 51″ N, 9° 3′ 0″ O)  | Gedenkstein 1848                                    | Gedenkstein des Krieges von 1848, unter einem Baum platzierter Naturstein auf Ziegelsockel, von 1908 - Begründung: geschichtlich, wissenschaftlich, künstlerisch - Schutzumfang: gesamtes Objekt - Denkmaltyp: Bauliche Anlage, Sachgesamtheit: Schloss vor Husum | BW                               |
| 32749 Wikidata | Krämerstraße 8 (54° 28′ 35″ N, 9° 3′ 3″ O)            | Wohn- und Geschäftshaus                             | Wohn- und Geschäftshaus; zwei im Kern spätmittelelterliche Gebäude, 1851 mit einer Fassade zusammengefasst; Satteldachbau im Osten und Walmdachbau im Westen, Putzfassade mit Blendgiebel und Lisenen, im inneren Stuckdecken und spätmittelalterliche Keller - Begründung: geschichtlich, städtebaulich - Schutzumfang: gesamtes Objekt - Denkmaltyp: Bauliche Anlage, Mehrheit von baulichen Anlagen: Wohn- und Geschäftshäuser Krämerstraße Süd | BW                               |
| 31371 Wikidata | Kuhsteig 1 (54° 28′ 43″ N, 9° 3′ 25″ O)               | Tierbrunnen                                         | Alteintragung (Aktualisierung vorgesehen) - Begründung: geschichtlich, wissenschaftlich, technisch - Schutzumfang: gesamtes Objekt - Denkmaltyp: Bauliche Anlage | BW                               |
| 33464 Wikidata | Ludwig-Nissen-Straße 39 (54° 28′ 33″ N, 9° 3′ 22″ O)  | Arztwohnhaus                                        | Arztwohnhaus mit Praxis; bez. 1938; von Georg Rieve; freistehender eingeschossiger Steildachbau mit Gaubenbändern, hakenförmig angesetzter Halbwalmdachanbau und rückwärtiger Flachdachanbau, Ziegelfassade mit reduzierter Gliederung und Eisenankern, bauzeitliches Zubehör und Ausstattung; abgesetzte Garage, eingeschossiger Satteldachbau mit Ziegelfassade; Vorgarteneinfriedung aus Ziegel. - Begründung: geschichtlich, städtebaulich - Schutzumfang: Arztwohnhaus, Garage, Einfriedung - Denkmaltyp: Bauliche Anlage | BW                               |
| 33465          | Ludwig-Nissen-Straße 41 (54° 28′ 33″ N, 9° 3′ 23″ O)  | Villa                                               | Villa; 1. V. 20. Jh.; eingeschossiger Ziegelbau mit Walmdach und niedrigem Anbau in Formen der Heimatschutzarchitektur, mit Gauben und Übereckverglasung; Außenanlage mit Ziegelsockeleinfassung - Begründung: geschichtlich, städtebaulich - Schutzumfang: Villa, Außenanlage, Einfriedung - Denkmaltyp: Bauliche Anlage | BW                               |
| 34320          | Ludwig-Nissen-Straße 59 (54° 28′ 33″ N, 9° 3′ 30″ O)  | Villa                                               | Villa; vom Flensburger Architekten Karl Bernt; 1913/14, 1919 Umbau zur Arztpraxis; zweigeschossiger Mansardwalmdachbau, mit segmentbogigen Standerkern, Freitreppe mit Eisengittergeländer und Eingangsportal, Putzfassade mit reduzierter Gliederung; Außenanlage mit verputztem Einfassungssockel - Begründung: geschichtlich, städtebaulich - Schutzumfang: gesamtes Objekt - Denkmaltyp: Bauliche Anlage | BW                               |
| 6158 Wikidata  | Markt 1 (54° 28′ 38″ N, 9° 3′ 4″ O)                   | Wohn- und Geschäftshaus                             | Wohn- und Geschäftshaus; Ende 16. Jh.; zweigeschossiger Satteldachbau in Backsteinbauweise mit Stufengiebel, im Stil der Spätgotik; im Inneren Balkendecke mit Stuck; 1. Drittel 17. Jh. - Begründung: geschichtlich, städtebaulich - Schutzumfang: gesamtes Objekt - Denkmaltyp: Bauliche Anlage, Mehrheit von baulichen Anlagen: Marktplatzbebauung Husum | Fotos hochladen                  |
| 3129 Wikidata  | Markt 3 (54° 28′ 38″ N, 9° 3′ 5″ O)                   | Ehemaliges Patrizierhaus                            | ehem. Patrizierhaus; im Kern wohl 16. Jh., bez. 1605 und 1613; zweigeschossiger Satteldachbau in Backsteinbauweise mit Stufengiebel und spitzbogigen Blendbögen, im Stil der Spätgotik, Freitreppe mit reliefierten Beischlagwangen aus Sandstein - Begründung: geschichtlich, künstlerisch, städtebaulich - Schutzumfang: gesamtes Objekt - Denkmaltyp: Bauliche Anlage, Mehrheit von baulichen Anlagen: Marktplatzbebauung Husum | Fotos hochladen                  |
| 6159 Wikidata  | Markt 4 (54° 28′ 36″ N, 9° 3′ 4″ O)                   | Ehemaliges Gasthaus „Husumer Krug“                  | ehem. Gasthaus „Husumer Krug“; Fassade Ende 18. Jh., im Kern wohl älter; zweigeschossiger Satteldachbau mit Querhaus und Kellerabgang, geschlämmter Ziegelbau mit reduzierter Gliederung und Giebelbekrönung - Begründung: geschichtlich, städtebaulich - Schutzumfang: gesamtes Objekt - Denkmaltyp: Bauliche Anlage, Mehrheit von baulichen Anlagen: Marktplatzbebauung Husum | BW                               |
| 31128 Wikidata | Markt 5 (54° 28′ 38″ N, 9° 3′ 5″ O)                   | Ehemaliges Gästehaus                                | ehem. Gästehaus; von 1905; vom Bauunternehmer Christian Struve; dreigeschossiger Satteldachbau mit straßenseitiger Mansarde, geschweiftem Zwerchhaus und polygonalem Erker, Ziegelbau mit historistischer Gliederung; Nebengebäude, hakenförmig angesetzter dreigeschossiger Pultdachbau in Ziegelbauweise - Begründung: geschichtlich, städtebaulich - Schutzumfang: gesamtes Objekt - Denkmaltyp: Bauliche Anlage, Mehrheit von baulichen Anlagen: Marktplatzbebauung Husum | BW                               |
| 31133 Wikidata | Markt 15 (54° 28′ 39″ N, 9° 3′ 7″ O)                  | Ehemaliges Kaufmannshaus mit Speicher               | ehem. Kaufmannshaus; von 1811/12; dreigeschossiger Walmdachbau, verschlämmter Ziegelbau mit reduzierter Putzgliederung in Formen des Klassizismus; rückwärtig angesetzter Speicher; von 1909; dreigeschossiger Mansardpultdachbau mit Ladezwerchhaus und eingeschossigem Pultdachverbindungsbau, in Ziegelbauweise - Begründung: geschichtlich, städtebaulich - Schutzumfang: gesamtes Objekt - Denkmaltyp: Bauliche Anlage, Mehrheit von baulichen Anlagen: Marktplatzbebauung Husum | BW                               |
| 31136 Wikidata | Markt 17 (54° 28′ 39″ N, 9° 3′ 8″ O)                  | ehem. Kaufmannshaus                                 | ehem. Kaufmannshaus; von 1896; zweigeschossiger Satteldachbau mit Schweifgiebel, Schaufassade in Ziegelbauweise mit Stuckgliederung in Formen der Neurenaissance; abgesetzte Speichergebäude; wohl 1899; eingeschossige Satteldachbauten in Ziegelbauweise - Begründung: geschichtlich, städtebaulich - Schutzumfang: gesamtes Objekt - Denkmaltyp: Bauliche Anlage, Mehrheit von baulichen Anlagen: Marktplatzbebauung Husum | BW                               |
| 39284 Wikidata | Markt 17 (54° 28′ 40″ N, 9° 3′ 7″ O)                  | Speichergebäude                                     | abgesetzte Speichergebäude; wohl 1899; eingeschossige Satteldachbauten in Ziegelbauweise - Begründung: geschichtlich, städtebaulich - Schutzumfang: gesamtes Objekt - Denkmaltyp: Bauliche Anlage, Mehrheit von baulichen Anlagen: Marktplatzbebauung Husum | BW                               |
| 31137 Wikidata | Markt 18 (54° 28′ 36″ N, 9° 3′ 7″ O)                  | Wohn- und Geschäftshaus                             | Wohn- und Geschäftshaus; Vordergebäude Mitte 19. Jh., Anbau Ende 19. Jh.; zweigeschossiger Flachsatteldachbau mit hakenförmig angesetztem Anbau, Putzfassade mit Stuckgliederung, in Formen des Klassizismus - Begründung: geschichtlich, städtebaulich - Schutzumfang: gesamtes Objekt - Denkmaltyp: Bauliche Anlage, Mehrheit von baulichen Anlagen: Marktplatzbebauung Husum | BW                               |
| 31138 Wikidata | Markt 19 (54° 28′ 39″ N, 9° 3′ 8″ O)                  | Geschäftshaus                                       | Wohn- und Geschäftshaus; von Johann Hebbel; 1929; dreigeschossiger Mansardhalbwalmdachbau mit getrepptem Zwerchhaus, Ziegelfassade mit expressionistischer Gliederung und Verkaufsraum, hakenförmig angesetzter eingeschossiger Flachmansarddachbau - Begründung: geschichtlich, städtebaulich - Schutzumfang: gesamtes Objekt - Denkmaltyp: Bauliche Anlage, Mehrheit von baulichen Anlagen: Marktplatzbebauung Husum | BW                               |
| 3128 Wikidata  | Markt (54° 28′ 37″ N, 9° 3′ 9″ O)                     | Kirche St. Marien mit Ausstattung                   | : Kirche St. Marien; von 1828 bis 1833; Neubau nach Plänen von Christian Frederik Hansen; exponierter, zweigeschossiger Walmdachbau, im Westen risalitartig angesetzter quadratischer Turm mit zylinderförmiger Laterne und Kuppelaufsatz, Ziegelfassade, zum Teil mit Quaderung, Portale mit Ädikulamotiv, im Inneren Flachdecke und zwei Emporen; Ausstattung, unter anderem klassizistischer Kanzelaltar und Altarschranke sowie Bronzetaufbecken von 1643 des Künstlers L. Karsten; Kirchhof; 1828–1832; auf erhöhtem Podest befindliche Grünfläche mit Lindenkranz, Steinquaderstützmauern, Steinpfosten mit Eisenbändern und Steintreppen; Epitaphien; 18. Jh.; zwei Steintafeln an der nördlichen Außenwand der Kirche und eine im Südosten des Kirchhofes - Begründung: geschichtlich, künstlerisch, städtebaulich - Schutzumfang: Kirche St. Marien mit Ausstattung, Epitaphien - Denkmaltyp: Bauliche Anlage, Sachgesamtheit: Kirche St. Marien | weitere Fotos \| Fotos hochladen |
| 6157 Wikidata  | Markt (54° 28′ 37″ N, 9° 3′ 6″ O)                     | Asmussen-Woldsen-Brunnen                            | Asmussen-Woldsen-Brunnen; 1902; von Adolf Brütt; exponierte Brunnenanlage bestehend aus rundem Granitbecken mit Rinderköpfen, zentraler Säule mit achteckiger Schale, Fischkopfwasserspeiern und Bronzefigur einer Friesin mit Ruder - Begründung: geschichtlich, künstlerisch, städtebaulich - Schutzumfang: gesamtes Objekt - Denkmaltyp: Bauliche Anlage, Mehrheit von baulichen Anlagen: Marktplatzbebauung Husum | weitere Fotos \| Fotos hochladen |
| 6161 Wikidata  | Marktstraße 2 (54° 28′ 56″ N, 9° 2′ 49″ O)            | Wasserturm                                          | ehem. Wasserturm, runder Turmschaft auf polygonalem Sockelgeschoss, pilzartiger Bassinaufsatz mit Kegeldach und polygonaler Spitzturmlaterne, Turm in Ziegelbauweise, Bassin und Laterne mit Schiefer verkleidet, von Gerlach und K. Mühlach, von 1891/92, bez. 1902, moderner Umbau - Begründung: geschichtlich, städtebaulich, technisch - Schutzumfang: Wasserturm, Einfriedung - Denkmaltyp: Bauliche Anlage | weitere Fotos \| Fotos hochladen |
| 34620 Wikidata | Mönkeweg 7 (54° 28′ 40″ N, 9° 3′ 48″ O)               | Villa                                               | Villa; Ende 19. Jh.; eingeschossiger Mansardwalmdachbau mit zweigeschossigem Eckrisalit und hakenförmig angeschlossenem Nebengebäude, zur Straßenseite Veranda und Flacherker am Risalit, Zwerchhäuser mit Ädikula-Motiv und Voluten, Putzfassade mit Neurenaissance-Ornamentik, Dach mit Schieferdeckung und Firstgitter; Außenanlage mit Einfriedung - Begründung: geschichtlich, städtebaulich - Schutzumfang: Villa, Außenanlage, Einfriedung - Denkmaltyp: Bauliche Anlage | BW                               |
| 34621 Wikidata | Mönkeweg 8 (54° 28′ 40″ N, 9° 3′ 45″ O)               | Villa                                               | Villa; 2. Hälfte 19. Jh.; eingeschossiger Satteldachbau mit niedriger Remise und Verbindungsbau, straßenseitige Holzveranda und Eckrisaliten mit Freisitz, Ziegelfassade mit historistischer Gliederung; Außenanlage mit Eisengittereinfriedung - Begründung: geschichtlich, städtebaulich - Schutzumfang: Villa, Außenanlage, Einfriedung - Denkmaltyp: Bauliche Anlage | BW                               |
| 6162 Wikidata  | Mühlendamm 32 (54° 28′ 38″ N, 9° 4′ 32″ O)            | Ehem. Wasser-/Dampfmühle                            | Alteintragung (Aktualisierung vorgesehen) - Begründung: geschichtlich, wissenschaftlich, technisch, Kulturlandschaft prägend - Schutzumfang: gesamtes Objekt - Denkmaltyp: Bauliche Anlage | BW                               |
| 31258 Wikidata | Neustadt 22 (54° 28′ 39″ N, 9° 2′ 51″ O)              | Wohn- und Geschäftshaus                             | Wohn- und Geschäftshaus; Mitte 19. Jh.; zweigeschossiger traufständiger Satteldachbau, verschlämmte Ziegelfassade mit Eisenankern - Begründung: geschichtlich, städtebaulich - Schutzumfang: gesamtes Objekt - Denkmaltyp: Bauliche Anlage, Mehrheit von baulichen Anlagen: Wohn- und Geschäftshäuser Neustadt 22 bis 32 | Fotos hochladen                  |
| 28986 Wikidata | Neustadt 26 (54° 28′ 39″ N, 9° 2′ 51″ O)              | Wohn- und Geschäftshaus                             | Wohn- und Geschäftshaus; im Kern 17. Jh., Wiederaufbau Mitte 19. Jh; zweigeschossiger traufständiger Satteldachbau mit Utlucht, Putzfassade mit reduzierter Gliederung - Begründung: geschichtlich, städtebaulich - Schutzumfang: gesamtes Objekt - Denkmaltyp: Bauliche Anlage, Mehrheit von baulichen Anlagen: Wohn- und Geschäftshäuser Neustadt 22 bis 32 | BW                               |
| 31243          | Neustadt 29 (54° 28′ 41″ N, 9° 2′ 51″ O)              | Wohn- und Geschäftshaus                             | Wohn- und Geschäftshaus; 19. Jh.; zweigeschossiger traufständiger Satteldachbau in Ecklage, mit Mansardwalmdachanbau und verschlämmter Ziegelfassade mit reduzierter Gliederung - Begründung: geschichtlich, städtebaulich - Schutzumfang: gesamtes Objekt - Denkmaltyp: Bauliche Anlage | Fotos hochladen                  |
| 33841 Wikidata | Neustadt 32 (54° 28′ 40″ N, 9° 2′ 51″ O)              | Wohn- und Geschäftshaus                             | Wohn- und Geschäftshaus; um 1910; zweigeschossiger einhüftiger Satteldachbau mit Turmerker und glasierter Ziegelfassade mit Putzgliederung, in Formen der Reformarchitektur - Begründung: geschichtlich, städtebaulich - Schutzumfang: gesamtes Objekt - Denkmaltyp: Bauliche Anlage, Mehrheit von baulichen Anlagen: Wohn- und Geschäftshäuser Neustadt 22 bis 32 | Fotos hochladen                  |
| 33843          | Neustadt 42 (54° 28′ 41″ N, 9° 2′ 50″ O)              | Wohn- und Geschäftshaus                             | Wohn- und Geschäftshaus; um 1910; zweigeschossiger Mansarddachbau in Ecklage, mit Dachgauben und Zwerchhaus mit polygonalem Erker, Putzfassade mit späthistoristischem Ornament - Begründung: geschichtlich, künstlerisch, städtebaulich - Schutzumfang: gesamtes Objekt - Denkmaltyp: Bauliche Anlage | Fotos hochladen                  |
| 33849          | Neustadt 54 (54° 28′ 43″ N, 9° 2′ 49″ O)              | ehem. Gasthaus mit Gästehaus                        | ehem. Gasthaus; 2. Hälfte 19. Jh.; zweigeschossiger giebelständiger Satteldachbau mit Utlucht und Backsteinfassade mit reduzierter Gliederung; firstparalleles Rückgebäude mit niedrigem Verbindungsbau - Begründung: geschichtlich, wissenschaftlich, städtebaulich - Schutzumfang: gesamtes Objekt - Denkmaltyp: Bauliche Anlage | Fotos hochladen                  |
| 6163           | Neustadt 56 (54° 28′ 43″ N, 9° 2′ 49″ O)              | Storm-Wohnhaus, Doppelwohnhaus                      | Doppelhaus, ehem. Wohnhaus Theodor Storms; Nordbau bez. 1675; zwei zusammengebaute Giebelhäuser, hoher Nordbau mit Utlucht, schmaler und niedriger Südbau, verschlämmte Ziegelfassade mit reduzierter Gliederung und Eisenanker - Begründung: geschichtlich, wissenschaftlich, städtebaulich - Schutzumfang: gesamtes Objekt - Denkmaltyp: Bauliche Anlage | Fotos hochladen                  |
| 2707 Wikidata  | Neustadt 57 (54° 28′ 45″ N, 9° 2′ 50″ O)              | Ehemaliges Kavalierhaus                             | ehem. Kavaliershaus, auch Tönnies´sches Haus genannt; um 1630, im Kern wohl älter; freistehender, im Schlosspark liegender, zweigeschossiger Satteldachbau mit Stufengiebeln, Zwerchhaus mit getrepptem Blendgiebel und Eingangsrisalit mit Zinnenkranz, roter Backsteinbau mit Eisenklammern und reduzierter Gliederung, in Formen der Renaissance; Einfriedung; 19. Jh.; Ziegelsockel mit massiven Pfosten und Eisengitter, teilweise hohe Gartenmauer - Begründung: geschichtlich, städtebaulich - Schutzumfang: ehem. Kavalierhaus, Einfriedung - Denkmaltyp: Bauliche Anlage, Sachgesamtheit: Schloss vor Husum | Fotos hochladen                  |
| 6164 Wikidata  | Neustadt 60–64 (54° 28′ 44″ N, 9° 2′ 48″ O)           | Ehemalige Westbank mit Einfriedung                  | Alteintragung (Aktualisierung vorgesehen) - Begründung: geschichtlich, künstlerisch, städtebaulich - Schutzumfang: Alteintragung (Aktualisierung vorgesehen) - Denkmaltyp: Bauliche Anlage | Fotos hochladen                  |
| 33856          | Neustadt 80 (54° 28′ 48″ N, 9° 2′ 48″ O)              | Wohnhaus                                            | Wohnhaus; um 1930; auf hakenförmigem Grundriss errichteter dreigeschossiger Walmdachbau in Ecklage, mit doppeltem Eckerker, Gaubenbändern und Keramikportal, Ziegelfassade mit expressionistischer Gestaltung - Begründung: geschichtlich, städtebaulich - Schutzumfang: gesamtes Objekt - Denkmaltyp: Bauliche Anlage | Fotos hochladen                  |
| 6763 Wikidata  | Neustadt 112 (54° 28′ 52″ N, 9° 2′ 47″ O)             | Gasthof                                             | Alteintragung (Aktualisierung vorgesehen) - Begründung: geschichtlich, städtebaulich - Schutzumfang: Alteintragung (Aktualisierung vorgesehen) - Denkmaltyp: Bauliche Anlage | Fotos hochladen                  |
| 33581 Wikidata | Nordbahnhofstraße 3 – 7 (54° 28′ 39″ N, 9° 2′ 36″ O)  | Wohnhauszeile                                       | Wohnhauszeile; vom Zimmermeister J. Gertz; von 1894/95; zweigeschossiger Mansarddachbau mit Sockelgeschoss und hohem, vorspringendem Mittelbau, mit Giebelrisaliten und Loggien, Ziegelfassade mit historistischer Gliederung; Vorgarten mit Rondell und Einfriedung - Begründung: geschichtlich, städtebaulich - Schutzumfang: Wohnhauszeile, Vorgarten, Einfriedung - Denkmaltyp: Bauliche Anlage | BW                               |
| 30721          | Nordbahnhofstraße 48 (54° 28′ 40″ N, 9° 2′ 48″ O)     | Mietwohnungshaus                                    | Mietshaus; bez. 1902; dreigeschossiger einhüftiger Satteldachbau in Ecklage mit hakenförmig angesetztem Pultdachbau, Vordergebäude mit polygonalem Erker und außermittigem Zwerchhaus, Ziegelbau mit verputzter Straßenfassade und späthistoristischer Gliederung - Begründung: geschichtlich, wissenschaftlich, städtebaulich - Schutzumfang: gesamtes Objekt - Denkmaltyp: Bauliche Anlage | Fotos hochladen                  |
| 33120          | Norderstraße 1 (54° 28′ 39″ N, 9° 3′ 10″ O)           | Wohn- und Geschäftshaus                             | Wohn- und Geschäftshaus; bez. 1909; viergeschossiger einhüftiger Satteldachbau mit geschweiftem Zwerchhaus, polygonalem Erker und Konsolbalkonen, Ziegelfassade mit reduzierter Gliederung - Begründung: geschichtlich, städtebaulich - Schutzumfang: gesamtes Objekt - Denkmaltyp: Bauliche Anlage, Mehrheit von baulichen Anlagen: Wohn- und Geschäftshausgruppe Norderstraße 1-7 | BW                               |
| 6165 Wikidata  | Norderstraße 2 (54° 28′ 38″ N, 9° 3′ 11″ O)           | Ehemalige Mädchenschule                             | ehem. Mädchenschule; von Bauinspektor Wilhelm Frederik Meyer; 1839; exponierter eingeschossiger Halbwalmdachbau mit seitlichem Portalrisalit, Ziegelfassade mit reduzierter Gliederung; rückwärtiger ehem. Schulhof mit Eisengittereinfriedung und Mauer - Begründung: geschichtlich, städtebaulich - Schutzumfang: ehem. Mädchenschule, ehem. Schulhof, Einfriedung - Denkmaltyp: Bauliche Anlage | BW                               |
| 29412          | Norderstraße 3 (54° 28′ 40″ N, 9° 3′ 11″ O)           | Wohn- und Geschäftshaus                             | Wohn- und Geschäftshaus, zweigeschossiger Satteldachbau mit Standerker, gestuftem Blendgiebel, Putzfassade und historistischer Gliederung, im Kern 16. Jh., Umbauten Ende 18. Jh. und 1868/69 - Begründung: geschichtlich, städtebaulich - Schutzumfang: gesamtes Objekt - Denkmaltyp: Bauliche Anlage, Mehrheit von baulichen Anlagen: Wohn- und Geschäftshausgruppe Norderstraße 1-7 | BW                               |
| 33122          | Norderstraße 7 (54° 28′ 40″ N, 9° 3′ 12″ O)           | Wohn- und Geschäftshaus                             | Wohn- und Geschäftshaus; im Kern 18. Jh., Fassade um 1900 vorgeblendet; zweigeschossiger Satteldachbau mit Schweifgiebel, Ziegelfassade mit reduzierter Gliederung und Eisenankern; Nebengebäude; Ende 19. Jh.; abgesetzter zweigeschossiger Satteldachbau mit Ziegelfassade - Begründung: geschichtlich, städtebaulich - Schutzumfang: Wohn- und Geschäftshaus, Nebengebäude - Denkmaltyp: Bauliche Anlage, Mehrheit von baulichen Anlagen: Wohn- und Geschäftshausgruppe Norderstraße 1-7 | BW                               |
| 33124          | Norderstraße 10 (54° 28′ 39″ N, 9° 3′ 13″ O)          | Wohn- und Geschäftshaus                             | Wohn- und Geschäftshaus; Ende 19. Jh.; zweigeschossiger einhüftiger Satteldachbau mit Mittelerker und Zwerchhaus, Ziegelfassade mit reduzierter Gliederung - Begründung: geschichtlich, städtebaulich - Schutzumfang: gesamtes Objekt - Denkmaltyp: Bauliche Anlage | BW                               |
| 3130 Wikidata  | Norderstraße 21 (54° 28′ 41″ N, 9° 3′ 15″ O)          | Beischlagpfosten                                    | Zwei Beischlagpfosten, die Eingangstür einfassende Sandsteinpfosten mit jeweils vier gestalteten Relieffeldern und der Darstellung von Justicia und Caritas, bez. 1616, seit dieser Zeit am heutigen Standort - Begründung: geschichtlich, künstlerisch, städtebaulich - Schutzumfang: gesamtes Objekt - Denkmaltyp: Bauliche Anlage | weitere Fotos \| Fotos hochladen |
| 29452 Wikidata | Norderstraße 21 (54° 28′ 41″ N, 9° 3′ 15″ O)          | Gaststätte                                          | Gasthaus; im Kern Anfang 17. Jh., historistischer Umbau von 1891; zweigeschossiger Satteldachbau in Ecklage mit hakenförmig angesetztem eingeschossigen Anbau und Eckzwerchhaus mit Stufengiebel, Putzfassade mit reduzierter Gliederung - Begründung: geschichtlich, städtebaulich - Schutzumfang: gesamtes Objekt - Denkmaltyp: Bauliche Anlage | BW                               |
| 31143          | Norderstraße 26 (54° 28′ 40″ N, 9° 3′ 18″ O)          | Wohnhaus                                            | Wohnhaus; im Kern vor 1733, Umgestaltung von 1826; zweigeschossiger Satteldachbau mit Blendgiebel und Türmchen, verschlämmte Ziegelfassade mit reduzierter Gliederung - Begründung: geschichtlich, städtebaulich - Schutzumfang: gesamtes Objekt - Denkmaltyp: Bauliche Anlage, Mehrheit von baulichen Anlagen: Wohn- und Geschäftshäuser Norderstraße 26-30 | BW                               |
| 32781          | Norderstraße 53 (54° 28′ 42″ N, 9° 3′ 23″ O)          | Wohn- und Geschäftshaus                             | Wohn- und Geschäftshaus; um 1905; dreieinhalbgeschossiger Backsteinbau mit Pultdach, Attika mit reicher Ziegelgliederung, Erker im 1. Obergeschoss und Anbau mit flachem Satteldach - Begründung: geschichtlich, städtebaulich - Schutzumfang: gesamtes Objekt - Denkmaltyp: Bauliche Anlage | BW                               |
| 13663 Wikidata | Norderwungweg 21 a (54° 29′ 33″ N, 9° 1′ 43″ O)       | Haupthaus                                           | Alteintragung (Aktualisierung vorgesehen) - Begründung: geschichtlich, wissenschaftlich, städtebaulich, technisch - Schutzumfang: gesamtes Objekt - Denkmaltyp: Bauliche Anlage, Sachgesamtheit: Horchstelle Hockensbüll | BW                               |
| 47639 Wikidata | Norderwungweg 21 b (54° 29′ 36″ N, 9° 1′ 43″ O)       | Funktionsbau (Horchstelle Hockensbüll)              | Alteintragung (Aktualisierung vorgesehen) - Begründung: geschichtlich, wissenschaftlich, städtebaulich, technisch - Schutzumfang: gesamtes Objekt - Denkmaltyp: Bauliche Anlage, Sachgesamtheit: Horchstelle Hockensbüll | BW                               |
| 47640 Wikidata | Norderwungweg 21 c (54° 29′ 35″ N, 9° 1′ 40″ O)       | Funktionsbau (Horchstelle Hockensbüll)              | Alteintragung (Aktualisierung vorgesehen) - Begründung: geschichtlich, wissenschaftlich, städtebaulich, technisch - Schutzumfang: gesamtes Objekt - Denkmaltyp: Bauliche Anlage, Sachgesamtheit: Horchstelle Hockensbüll | BW                               |
| 47641 Wikidata | Norderwungweg 21 d (54° 29′ 36″ N, 9° 1′ 39″ O)       | Funktionsbau (Horchstelle Hockensbüll)              | Alteintragung (Aktualisierung vorgesehen) - Begründung: geschichtlich, wissenschaftlich, städtebaulich, technisch - Schutzumfang: gesamtes Objekt - Denkmaltyp: Bauliche Anlage, Sachgesamtheit: Horchstelle Hockensbüll | BW                               |
| 47642 Wikidata | Norderwungweg 21 e (54° 29′ 37″ N, 9° 1′ 41″ O)       | Funktionsbau (Horchstelle Hockensbüll)              | Alteintragung (Aktualisierung vorgesehen) - Begründung: geschichtlich, wissenschaftlich, städtebaulich, technisch - Schutzumfang: gesamtes Objekt - Denkmaltyp: Bauliche Anlage, Sachgesamtheit: Horchstelle Hockensbüll | BW                               |
| 47643 Wikidata | Norderwungweg 21 f (54° 29′ 38″ N, 9° 1′ 38″ O)       | Funktionsbau (Horchstelle Hockensbüll)              | Alteintragung (Aktualisierung vorgesehen) - Begründung: geschichtlich, wissenschaftlich, städtebaulich, technisch - Schutzumfang: gesamtes Objekt - Denkmaltyp: Bauliche Anlage, Sachgesamtheit: Horchstelle Hockensbüll | BW                               |
| 47644 Wikidata | Norderwungweg 21 g (54° 29′ 37″ N, 9° 1′ 43″ O)       | Funktionsbau (Horchstelle Hockensbüll)              | Alteintragung (Aktualisierung vorgesehen) - Begründung: geschichtlich, wissenschaftlich, städtebaulich, technisch - Schutzumfang: gesamtes Objekt - Denkmaltyp: Bauliche Anlage, Sachgesamtheit: Horchstelle Hockensbüll | BW                               |
| 3131 Wikidata  | Nordhusumer Straße 11 (54° 28′ 42″ N, 9° 2′ 36″ O)    | Asmussen-Woldsen-Stift                              | Alteintragung (Aktualisierung vorgesehen) - Begründung: geschichtlich, wissenschaftlich, städtebaulich - Schutzumfang: gesamtes Äußeres - Denkmaltyp: Bauliche Anlage | BW                               |
| 2665 Wikidata  | Nordhusumer Straße 13 (54° 28′ 43″ N, 9° 2′ 39″ O)    | Museum: Ostenfelder Bauernhaus                      | Alteintragung (Aktualisierung vorgesehen) - Begründung: geschichtlich, wissenschaftlich, städtebaulich - Schutzumfang: Alteintragung (Aktualisierung vorgesehen) - Denkmaltyp: Bauliche Anlage | Fotos hochladen                  |
| 6017 Wikidata  | Osteracker 16 (54° 30′ 55″ N, 9° 0′ 3″ O)             | Kate                                                | Kate; 19. Jh.; in Ecklage befindlicher eingeschossiger Walmdachbau, mit Putzfassade und Reetdachdeckung, wohl Lehmbaukonstruktion; mit Außenanlage und Walleinfriedung - Begründung: geschichtlich, Kulturlandschaft prägend - Schutzumfang: Kate, Walleinfriedung - Denkmaltyp: Bauliche Anlage | BW                               |
| 31145 Wikidata | Osterende 4 (54° 28′ 42″ N, 9° 3′ 26″ O)              | Ehemaliges Scharfrichterhaus mit Kerker             | Wohnhaus, ehem. Scharfrichterhaus; im Kern 1593, Erweiterung im späten 19. Jh.; eingeschossiger Satteldachbau mit zweigeschossigem Anbau und Satteldachverbindungsbau, mit Freitreppe und Kellerluke, Backsteinfassade mit reduzierter Gliederung und Eisenankern, im Inneren Gewölbekeller des ehem. Kerkers - Begründung: geschichtlich, städtebaulich - Schutzumfang: gesamtes Objekt - Denkmaltyp: Bauliche Anlage | BW                               |
| 5272 Wikidata  | Osterende 18 (54° 28′ 43″ N, 9° 3′ 30″ O)             | Vordergebäude                                       | Vordergebäude; von 1878/79; zweigeschossiger Doppelgiebelbau auf hakenförmigem Grundriss, mit gestuften Blendgiebeln und Durchfahrt, Ziegelfassade mit neugotischer Gliederung - Begründung: geschichtlich, wissenschaftlich, künstlerisch, städtebaulich - Schutzumfang: gesamtes Objekt - Denkmaltyp: Bauliche Anlage, Sachgesamtheit: Gasthaus Zum Ritter St. Jürgen mit Kirche, Kirchhof mit Grabmalen und Bunker | Fotos hochladen                  |
| 4347 Wikidata  | Osterende 18 (54° 28′ 42″ N, 9° 3′ 31″ O)             | Gasthauskirche mit Ausstattung                      | Rückgebäude mit Gasthauskirche; Kirche im Kern von 1563–65, Bauteil nördlich der Kirche von 1566–77, Anlage später erweitert, Kirchenumbau von 1897; an das Vordergebäude angeschlossener niedriger zweigeschossiger Satteldachbau mit Glockenzwerchhaus, verschlämmte Ziegelfassade mit reduzierter Gliederung, mit Kirchenausstattung - Begründung: geschichtlich, wissenschaftlich, künstlerisch, städtebaulich - Schutzumfang: gesamtes Objekt - Denkmaltyp: Bauliche Anlage, Sachgesamtheit: Gasthaus Zum Ritter St. Jürgen mit Kirche, Kirchhof mit Grabmalen und Bunker | BW                               |
| 21243 Wikidata | Osterende 18 (54° 28′ 42″ N, 9° 3′ 30″ O)             | St.-Jürgen-Friedhof: Storm-Woldsen-Gruft            | Storm-Woldsen-Gruft; von 1807; Steinsarg mit Gewölbegruft und Grablege beider Familien sowie der Grablege Theodor Storms - Begründung: geschichtlich, wissenschaftlich, künstlerisch, städtebaulich - Schutzumfang: gesamtes Objekt - Denkmaltyp: Bauliche Anlage, Sachgesamtheit: Gasthaus Zum Ritter St. Jürgen mit Kirche, Kirchhof mit Grabmalen und Bunker | BW                               |
| 31147 Wikidata | Osterende 19 (54° 28′ 43″ N, 9° 3′ 28″ O)             | Ehemaliges Handwerkerhaus                           | ehem. Handwerkerwohnhaus; 18. Jh.; eingeschossiger giebelständiger Satteldachbau mit Utlucht und Giebeltürmchen, verschlämmter Ziegelbau mit reduzierter Gliederung und Eisenankern - Begründung: geschichtlich, städtebaulich - Schutzumfang: gesamtes Objekt - Denkmaltyp: Bauliche Anlage | BW                               |
| 3132 Wikidata  | Osterhusumer Straße 17 (54° 28′ 39″ N, 9° 3′ 56″ O)   | Landhaus „Engelsruh“                                | Alteintragung (Aktualisierung vorgesehen) - Begründung: geschichtlich, städtebaulich - Schutzumfang: Alteintragung (Aktualisierung vorgesehen) - Denkmaltyp: Bauliche Anlage | BW                               |
| 11354 Wikidata | Osterhusumer Straße 47 (54° 28′ 39″ N, 9° 4′ 19″ O)   | Wohnhaus Harringhof                                 | Wohnhaus des ehem. Harringhofs; 1764, im Ursprung älter; eingeschossiges Wohnhaus mit Halbwalmdach, geschlämmter Backsteinbau mit Zwerchhaus über dem Eingang - Begründung: geschichtlich, städtebaulich, Kulturlandschaft prägend - Schutzumfang: gesamtes Objekt - Denkmaltyp: Bauliche Anlage, Sachgesamtheit: Harringhof | BW                               |
| 30643 Wikidata | Pestalozziring 11 - 11g (54° 28′ 44″ N, 9° 4′ 17″ O)  | Osterhusumer Schule (Pestalozzi-Schule)             | Pestalozzischule; vom Flensburger Architekten Kurt Richter; 1951; langgestreckter zweigeschossiger Satteldachbau, beidseitig zwei niedrige Querriegel mit Arkaden, südlicher Querriegel mit Giebeluhr und Betonbalkon mit Eisengitterbrüstung; im Inneren mit Zubehör; mit Außenanlage und Schulhof - Begründung: geschichtlich, wissenschaftlich, künstlerisch, städtebaulich - Schutzumfang: Osterhusumer Schule (Pestalozzi-Schule), Außenanlage, Schulhof - Denkmaltyp: Bauliche Anlage | BW                               |
| 34267 Wikidata | Poggenburgstraße 4–10 (54° 28′ 21″ N, 9° 3′ 10″ O)    | Eisenbahnwohnhaus-Zeile                             | Eisenbahnerwohnhaus-Zeile; Entwurf 1925, Reichsbahndirektion; bestehend aus zwei Doppelgiebelhäusern mit Querhaus und niedrigen Walmdachanbauten sowie einem eingeschossigen Satteldachverbindungsbau mit überdeckten Vorbereich, Außenanlage mit Ziegeleinfriedung - Begründung: geschichtlich, städtebaulich - Schutzumfang: Eisenbahnwohnhaus-Zeile, Einfriedung, Außenanlage - Denkmaltyp: Bauliche Anlage, Sachgesamtheit: Bahnhof Husum | BW                               |
| 8842 Wikidata  | Poggenburgstraße 10 a (54° 28′ 21″ N, 9° 3′ 10″ O)    | Alter Husumer Bahnhof von 1854                      | Alter Husumer Bahnhof; für die Südschleswigsche Eisenbahn unter der Leitung von Samuel Morton Peto erbaut, Architekt Michael Gottlieb Birckner Bindesbøll; 1854; eingeschossiger gestaffelter Massivbau mit einhüftigem Satteldach und schienenseitigem Vordach, straßenseitiges Giebelquerhaus, Ziegelfassade mit Putzgliederung - Begründung: geschichtlich, städtebaulich, technisch - Schutzumfang: gesamtes Objekt - Denkmaltyp: Bauliche Anlage, Sachgesamtheit: Bahnhof Husum | Fotos hochladen                  |
| 3116 Wikidata  | Poggenburgstraße 12 (54° 28′ 22″ N, 9° 3′ 8″ O)       | Neuer Bahnhof                                       | Bahnhofsgebäude; von 1910/11, in Formen der Heimatschutzarchitektur; zweigeschossiger Walmdachbau mit Eckrisaliten und mittigem Giebelquerbau, beidseitig eingezogene Flügelbauten, im Südosten hakenförmig angesetzter Anbau, im Nordwesten eingeschossiger Eingangsanbau, im Westen eingeschossiges Nebengebäude mit Flachdach, Ziegelfassade mit Lisenengliederung, Empfangshalle im Mittelbau - Begründung: geschichtlich, städtebaulich, technisch - Schutzumfang: gesamtes Objekt - Denkmaltyp: Bauliche Anlage, Sachgesamtheit: Bahnhof Husum | weitere Fotos \| Fotos hochladen |
| 21255 Wikidata | Poggenburgstraße 15 (54° 28′ 23″ N, 9° 3′ 16″ O)      | Mietwohnungshausgruppe                              | Alteintragung (Aktualisierung vorgesehen) - Begründung: geschichtlich, künstlerisch, städtebaulich - Schutzumfang: Alteintragung (Aktualisierung vorgesehen) - Denkmaltyp: Bauliche Anlage | BW                               |
| 19161          | Rödemisfeld 2 a (54° 28′ 17″ N, 9° 4′ 3″ O)           | Ringlokschuppen                                     | Ringlokschuppen; um 1900; segmentbogenförmiger Lokschuppen mit 13 Ständen, abgeschlossen von flachem Satteldach, Außenmauern aus gelbem und rotem Backstein, Deckenkonstruktion aus Stahl mit Fischbauchträgern - Begründung: geschichtlich, wissenschaftlich, technisch - Schutzumfang: gesamtes Objekt - Denkmaltyp: Bauliche Anlage, Sachgesamtheit: Bahnhof Husum | BW                               |
| 6169 Wikidata  | Schiffbrücke 6 (54° 28′ 33″ N, 9° 2′ 56″ O)           | Wohn- und Geschäftshaus                             | Wohn- und Geschäftshaus; 2. Hälfte 19. Jh.; dreigeschossiger Satteldachbau mit Traufknoten und verschlämmtem Ziegelmauerwerk - Begründung: geschichtlich, städtebaulich - Schutzumfang: gesamtes Objekt - Denkmaltyp: Bauliche Anlage | BW                               |
| 21251 Wikidata | Schiffbrücke 10 (54° 28′ 34″ N, 9° 2′ 57″ O)          | Wohn- und Geschäftshaus                             | ehem. Kaufmannshaus; um 1880; zweigeschossiger einhüftiger Satteldachbau mit Mittelrisalit auf Säulen, Putzfassade mit Neurenaissance-Gliederung, Hermesköpfen und Keramikfriesen - Begründung: geschichtlich, künstlerisch, städtebaulich - Schutzumfang: gesamtes Objekt - Denkmaltyp: Bauliche Anlage, Mehrheit von baulichen Anlagen: Wohn- und Geschäftshäuser Schiffbrücke 10-12 | BW                               |
| 6171 Wikidata  | Schiffbrücke 12 (54° 28′ 34″ N, 9° 2′ 58″ O)          | Wohn- und Geschäftshaus                             | Wohn- und Geschäftshaus; 2. Hälfte 19. Jh.; giebelständiger zweigeschossiger Flachsatteldachbau mit Putzfassade und reduzierter Gliederung - Begründung: geschichtlich, städtebaulich - Schutzumfang: gesamtes Objekt - Denkmaltyp: Bauliche Anlage, Mehrheit von baulichen Anlagen: Wohn- und Geschäftshäuser Schiffbrücke 10-12 | BW                               |
| 33659          | Schloßgang 1 a (54° 28′ 39″ N, 9° 3′ 3″ O)            | ehem. Hopfen- und Gerstenlager der Husumer Brauerei | ehem. Hopfen- und Gerstenlager der Brauerei; von 1874; eingeschossiger traufständiger Satteldachbau mit Ladeluken, Ziegelfassade und Steinquadersockel - Begründung: geschichtlich, städtebaulich - Schutzumfang: gesamtes Objekt - Denkmaltyp: Bauliche Anlage | BW                               |
| 1417 Wikidata  | Schloßstraße 7 (54° 28′ 45″ N, 9° 2′ 56″ O)           | Ehemaliges Torhaus („Cornils’sches Haus“)           | ehem. Torhaus sog. Cornilssches Haus; bez. 1612; im Südwesten des Schlossparks liegende ehem. Zufahrt zum Schlossgarten, traufständiger zweigeschossiger Satteldachbau mit mittigem Durchfahrtsquerhaus und Schweifgiebeln, weiß geschlämmte Backsteinfassade mit Renaissance-Gliederung, Schweifgiebel mit steinernem Rollwerk, Tordurchfahrt mit Sandsteinportalen, straßenseitiges Portal mit Wappen und Nischenfiguren; im Inneren mit Zubehör - Begründung: geschichtlich, künstlerisch, städtebaulich - Schutzumfang: gesamtes Objekt - Denkmaltyp: Bauliche Anlage, Sachgesamtheit: Schloss vor Husum | Fotos hochladen                  |
| 6147 Wikidata  | Schobüller Straße 34 (54° 29′ 22″ N, 9° 2′ 21″ O)     | Jugendherberge mit Ausstattung                      | Theodor-Storm-Jugendherberge; von Architekt Schöning; 1938/39; auf hakenförmigem Grundriss errichtetes, eingeschossiges Halbwalmdachgebäude mit Gaubenbändern, Ziegelfassade Gliederung in Formen der Heimatschutzarchitektur, mit bauzeitlicher Innenausstattung, insbesondere Malereien mit Schimmelreiter-Motiven von Hans Joachim Schröter; Nebengebäude, eingeschossiger Satteldachbau auf hakenförmigem Grundriss mit überdecktem Freisitz; Außenanlage und Garteneinfriedung aus Findlingsmauerwerk - Begründung: geschichtlich, künstlerisch, städtebaulich - Schutzumfang: Jugendherberge mit Ausstattung, Nebengebäude, Außenanlage, Einfriedung - Denkmaltyp: Bauliche Anlage | BW                               |
| 33036          | Schulstraße 6 (54° 28′ 44″ N, 9° 3′ 14″ O)            | Wohn- und Geschäftshaus                             | Wohn- und Geschäftshaus; erbaut für Kunststeinfabrikant Carlo C. Manarin; um 1900; zweigeschossiger einhüftiger Satteldachbau mit Zwerchhaus und rückwärtigem Balkon, Putzfassade mit Kunststeingliederung und farbigen Wappenmedaillons - Begründung: geschichtlich, städtebaulich, technisch - Schutzumfang: gesamtes Objekt - Denkmaltyp: Bauliche Anlage | BW                               |
| 12918 Wikidata | Süderstraße 1a (54° 28′ 37″ N, 9° 3′ 11″ O)           | Ladenpavillon                                       | Der 1949 errichtete Verkaufspavillon steht seit 2. November 2012 offiziell unter Denkmalschutz. Alteintragung (Aktualisierung vorgesehen) - Begründung: geschichtlich, städtebaulich - Schutzumfang: gesamtes Objekt - Denkmaltyp: Bauliche Anlage | Fotos hochladen                  |
| 31197          | Süderstraße 11 (54° 28′ 38″ N, 9° 3′ 15″ O)           | Wohnhaus                                            | Wohnhaus; um 1600; eingeschossiger, giebelständiger Satteldachbau mit hell geschlämmter Backsteinfassade und Mauerankern - Begründung: geschichtlich, städtebaulich - Schutzumfang: gesamtes Objekt - Denkmaltyp: Bauliche Anlage | BW                               |
| 3135 Wikidata  | Süderstraße 12 (54° 28′ 36″ N, 9° 3′ 17″ O)           | Wohnhaus                                            | Alteintragung (Aktualisierung vorgesehen) - Begründung: geschichtlich, städtebaulich - Schutzumfang: gesamtes Objekt - Denkmaltyp: Bauliche Anlage | BW                               |
| 6182           | Süderstraße 14 (54° 28′ 37″ N, 9° 3′ 17″ O)           | Wohnhaus                                            | Wohnhaus; von 1842; giebelständiger zweigeschossiger Halbwalmdachbau in Ecklage, Giebelseite mit Backstein, Traufseite verputzt, mit reduzierter Gliederung - Begründung: geschichtlich, städtebaulich - Schutzumfang: gesamtes Objekt - Denkmaltyp: Bauliche Anlage | BW                               |
| 31203          | Süderstraße 33 (54° 28′ 38″ N, 9° 3′ 19″ O)           | Wohnhaus                                            | Wohnhaus; ca. Mitte 19. Jh.; traufständiger zweigeschossiger Putzbau unter Satteldach, im Erdgeschoss Blendarkade um Rundbogenfenster, profiliertes Gurtgesims, Kranzgesims mit Zahnschnitt - Begründung: geschichtlich, städtebaulich - Schutzumfang: gesamtes Objekt - Denkmaltyp: Bauliche Anlage | BW                               |
| 6175 Wikidata  | Süderstraße 42 (54° 28′ 37″ N, 9° 3′ 23″ O)           | Ehemaliger Schützenhof                              | Alteintragung (Aktualisierung vorgesehen) - Begründung: geschichtlich, wissenschaftlich, städtebaulich - Schutzumfang: gesamtes Objekt - Denkmaltyp: Bauliche Anlage | Fotos hochladen                  |
| 31206          | Süderstraße 53 (54° 28′ 38″ N, 9° 3′ 23″ O)           | Wohnhaus                                            | Wohnhaus; bez. 1729; eingeschossiges Fachwerkhaus mit Satteldach und geschlämmter Backsteinfassade - Begründung: geschichtlich, städtebaulich - Schutzumfang: gesamtes Objekt - Denkmaltyp: Bauliche Anlage | BW                               |
| 6176           | Süderstraße 57 (54° 28′ 38″ N, 9° 3′ 24″ O)           | ehem. Kompastorat                                   | ehem. Kompastorat; von Johann Friedrich Holm; 1866; exponierter eingeschossiger Satteldachbau mit Sockelgeschoss, westlichem Risalit, östliches Schleppgaubenband und Giebeltürmchen, Ziegelfassade mit reduzierter Gliederung - Begründung: geschichtlich, städtebaulich - Schutzumfang: gesamtes Objekt - Denkmaltyp: Bauliche Anlage | BW                               |
| 6177           | Süderstraße 101 (54° 28′ 38″ N, 9° 3′ 35″ O)          | Wohnhaus                                            | Wohnhaus; um 1840; breit gelagertes Traufenhaus, eingeschossiger Backsteinbau mit neun Achsen, Mitteleingang mit Freitreppe und klassizistischem Portikus, Halbwalmdach - Begründung: geschichtlich, städtebaulich - Schutzumfang: gesamtes Äußeres - Denkmaltyp: Bauliche Anlage | BW                               |
| 7992 Wikidata  | Theodor-Storm-Straße 5 (54° 28′ 37″ N, 9° 3′ 23″ O)   | Amtsgericht                                         | Amtsgericht; von Oberbaurat Thömer; 1906/07; freistehender zweigeschossiger Walmdachbau mit Sockelgeschoss, rückwärtigen Giebelanbauten und Treppengiebelrisaliten, Putzfassade mit Neurenaissance-Gliederung; Portal und Ornamente aus Sandstein; im Inneren Zubehör - Begründung: geschichtlich, künstlerisch, städtebaulich - Schutzumfang: gesamtes Objekt - Denkmaltyp: Bauliche Anlage | weitere Fotos \| Fotos hochladen |
| 6179           | Theodor-Storm-Straße 7 (54° 28′ 52″ N, 9° 3′ 15″ O)   | Villa                                               | Villa; von den Hamburger Architekten L. Raabe und O. Wöhlecke; 1907; zweigeschossiger Walmdachbau auf hakenförmigem Grundriss, mit Sockelgeschoss, polygonalem Eckturm, Wintergarten und Gaupenbändern, Putzfassade mit Jugendstilgliederung - Begründung: geschichtlich, städtebaulich - Schutzumfang: gesamtes Objekt - Denkmaltyp: Bauliche Anlage | BW                               |
| 31225 Wikidata | Wasserreihe 3 (54° 28′ 31″ N, 9° 2′ 45″ O)            | Wohnhaus                                            | Wohnhaus; bez. 1902; zweigeschossiger Massivbau mit einhüftigem Satteldach, Souterraingeschoss und geschweiftem Zwerchhaus, späthistoristische Putzfassade mit Steinsockel und Ziegelbändern - Begründung: geschichtlich, städtebaulich - Schutzumfang: gesamtes Objekt - Denkmaltyp: Bauliche Anlage | BW                               |
| 28993 Wikidata | Wasserreihe 5 (54° 28′ 31″ N, 9° 2′ 46″ O)            | Wohnhaus                                            | Bürgerhaus; im Kern von 1793; giebelständiger zweigeschossiger Satteldachbau mit Utlucht und hakenförmig angesetztem, straßenseitigem Anbau, verschlämmte Backsteinfassade mit reduzierter Gliederung - Begründung: geschichtlich, städtebaulich - Schutzumfang: gesamtes Objekt - Denkmaltyp: Bauliche Anlage | Fotos hochladen                  |
| 6183 Wikidata  | Wasserreihe 21 (54° 28′ 32″ N, 9° 2′ 50″ O)           | Wohnhaus                                            | Bürgerhaus; bez. 1594; giebelständiger eingeschossiger Satteldachbau mit Utlucht, verschlämmte Backsteinfassade mit reduzierter Gliederung - Begründung: geschichtlich, städtebaulich - Schutzumfang: gesamtes Objekt - Denkmaltyp: Bauliche Anlage | Fotos hochladen                  |
| 1418 Wikidata  | Wasserreihe 31 (54° 28′ 32″ N, 9° 2′ 52″ O)           | Ehemaliges Wohnhaus Theodor Storms                  | Kaufmanns- und Bürgerhaus, ehem. Wohnhaus Theodor Storms; im Kern 16. Jh., Umbau im 18./19. Jh.; freistehender zweigeschossiger Satteldachbau mit verschlämmter Backsteinfassade und reduzierter Gliederung, im Inneren Zubehör und Ausstattung; ehem. Remise; 19. Jh.; freistehender eingeschossiger Satteldachbau; Garteneinfriedung mit Einfahrt; 19. Jh.; an der Wasserreihe Ziegelpfosten mit Eisengitterzaun, verschlämmte Ziegelmauer zwischen Remise und Wohnhaus - Begründung: geschichtlich, wissenschaftlich, städtebaulich - Schutzumfang: ehem. Wohnhaus Theodor Storms, ehem. Remise, Garteneinfriedung - Denkmaltyp: Bauliche Anlage, Mehrheit von baulichen Anlagen: Wohn- und Geschäftshäuser Wasserreihe Ost | weitere Fotos \| Fotos hochladen |
| 6185 Wikidata  | Wasserreihe 35 (54° 28′ 33″ N, 9° 2′ 52″ O)           | Wohnhaus                                            | Wohnhaus; um 1910; zweigeschossiger Satteldachbau mit breitem Mansardgiebelzwerchhaus, Ziegelfassade mit reduzierter Gliederung - Begründung: geschichtlich, städtebaulich - Schutzumfang: gesamtes Objekt - Denkmaltyp: Bauliche Anlage, Mehrheit von baulichen Anlagen: Wohn- und Geschäftshäuser Wasserreihe Ost | Fotos hochladen                  |
| 24457          | Westerende 46 (54° 28′ 38″ N, 9° 2′ 38″ O)            | ehem. Wohnhaus                                      | ehem. Wohnhaus; Ende 19. Jh.; freistehender zweigeschossiger Satteldachbau in Ecklage, mit Querhäusern, abgeschrägter Ecke und Eckrisalit, Ziegelfassade mit historistischer Gliederung; Nebengebäude; nach 1900; freistehender zweigeschossiger Pultdachbau, Ziegelfassade mit reduzierter Gliederung - Begründung: geschichtlich, künstlerisch, städtebaulich - Schutzumfang: ehem. Wohnhaus, Nebengebäude - Denkmaltyp: Bauliche Anlage | BW                               |
| 6191 Wikidata  | Wilhelmstraße 4 (54° 28′ 18″ N, 9° 3′ 5″ O)           | Bauernhaus                                          | Alteintragung (Aktualisierung vorgesehen) - Begründung: geschichtlich, städtebaulich - Schutzumfang: gesamtes Objekt - Denkmaltyp: Bauliche Anlage | BW                               |
| 34232          | Woldsenstraße 21 (54° 28′ 48″ N, 9° 3′ 34″ O)         | Wohnhaus                                            | Wohnhaus; nach Plänen des Zimmermeisters J. Gertz errichtet; von 1888; freistehender eingeschossiger Satteldachbau mit niedrigem Rückgebäude, Ziegelfassade mit reduzierter Gliederung, Fluggespärre mit Giebelverbretterung und Sägeornament - Begründung: geschichtlich, städtebaulich - Schutzumfang: gesamtes Objekt - Denkmaltyp: Bauliche Anlage | BW                               |
| 34256          | Woldsenstraße 98 a (54° 28′ 48″ N, 9° 3′ 49″ O)       | Wohnhaus                                            | Wohnhaus; nach 1900; giebelständiger zweigeschossiger Satteldachbau mit Blendgiebel und Giebeltürmchen, Ziegelfassade mit Putzfeldern - Begründung: geschichtlich, städtebaulich - Schutzumfang: gesamtes Objekt - Denkmaltyp: Bauliche Anlage | BW                               |
| 34257          | Woldsenstraße 100 (54° 28′ 49″ N, 9° 3′ 50″ O)        | Mietwohnungshaus                                    | Mietwohnungshaus um 1910; traufständiger zweigeschossiger Halbwalmdachbau mit Krüppelwalmdachzwerchhaus und davorgesetztem Giebelstanderker, Ziegelfassade mit Werkstein- und Putzelementen; mit Vorgarten; straßenseitige Einfriedung mit Eisengitter - Begründung: geschichtlich, städtebaulich - Schutzumfang: Mietwohnungshaus, Vorgarten, Einfriedung - Denkmaltyp: Bauliche Anlage | BW                               |
| 3125 Wikidata  | Zingel 10 (54° 28′ 30″ N, 9° 2′ 58″ O)                | Slipanlage der ehem. Husumer Werft                  | Slipanlage der ehem. Husumer Werft; im Kern 1796, Ausbau 19. Jh.; Lage an der Südostseite des Binnenhafens, schiefe Ebene mit Slipanlage sowie Ufer- und Stützmauern - Begründung: geschichtlich, städtebaulich, technisch - Schutzumfang: Slipanlage der ehem. Husumer Werft, Böschungsmauer - Denkmaltyp: Bauliche Anlage, Sachgesamtheit: Husumer Binnenhafen | BW                               |
| 29352          | Zingel 10 (54° 28′ 31″ N, 9° 3′ 1″ O)                 | Neues Rathaus                                       | Neues Rathaus; von den Architekten Dieter Patschan, Asmus Werner und Werner Winking; 1987 bis 1989; auf dem Gelände der ehem. Werft liegender, exponiert am Binnenhafen befindlicher postmoderner Verwaltungsbau, reich gegliederter, höhengestaffelter Baukörper, bestehend aus geschwungenem Nordflügel und gerade geführtem Südflügel, jeweils mit Kopfbauten und durch einen Verbindungsbau zusammengeschlossen, teilweise aufgeständerte Flügelbauten mit Sichtmauerwerk und Flachdach, Verbindungsbau mit Tonnendach aus Stahl-Fachwerkbindern, im Verbindungsbau Foyer-Halle mit Freitreppen und Erschließungsemporen; im Norden freistehender Rathausturm, Stahlskelettbau mit Uhren, Freitreppe und Aussichtsplattform - Begründung: geschichtlich, künstlerisch, städtebaulich - Schutzumfang: Neues Rathaus, Uhrenturm - Denkmaltyp: Bauliche Anlage                                                                                           | Fotos hochladen                  |
| 3134 Wikidata  | Zingel 11 (54° 28′ 30″ N, 9° 3′ 5″ O)                 | Dragseth's Gasthof                                  | Husums ältester Gasthof; Alteintragung (Aktualisierung vorgesehen) - Begründung: geschichtlich, städtebaulich - Schutzumfang: gesamtes Äußeres - Denkmaltyp: Bauliche Anlage | Fotos hochladen                  |
| 6192           | Zingel 15 (54° 28′ 31″ N, 9° 3′ 4″ O)                 | Bundesbankfiliale (ehem. Reichsbankzweigstelle)     | ehem. Reichsbank, seit 1987 Schifffahrtsmuseum; wohl vom Baumeister Christian Struve; 1901/02; zweigeschossiger Steildachbau mit außermittigem Zwerchhaus und Treppengiebeln, Ziegelbau mit Sandsteinbändern und profilierten Fensterrahmen, in Formen der Neurenaissance; im Inneren bauzeitliches Zubehör - Begründung: geschichtlich, städtebaulich - Schutzumfang: gesamtes Objekt - Denkmaltyp: Bauliche Anlage, Mehrheit von baulichen Anlagen: Späthistoristische Baugruppe Zingel Ost | BW                               |
| 32470          | Zingel 21 (54° 28′ 32″ N, 9° 3′ 3″ O)                 | ehem. Krug „Zur Schleuse“                           | ehem. Krug „Zur Schleuse“; wohl 2. H. 19. Jh.; eingeschossiger, traufständiger Putzbau unter pfannengedecktem Satteldach, Zahnschnittfries an der Traufe; hölzerne Innenausstattung der 1950er Jahre - Begründung: geschichtlich, künstlerisch, städtebaulich - Schutzumfang: gesamtes Objekt - Denkmaltyp: Bauliche Anlage | BW                               |

## Gründenkmale
| Objekt-ID      | Lage                                                  | Offizielle Bezeichnung | Beschreibung | Bild                             |
| -------------- | ----------------------------------------------------- | ---------------------- | --- | -------------------------------- |
| 34700 Wikidata | Friedrichstraße, u. a. (54° 28′ 1″ N, 9° 3′ 39″ O)    | Ehrenhain              | Ehrenhain; nach 1918; in einer Senke liegendes Waldstück mit quadratischer Lichtung, an der Nordseite Steinstele auf Sockel mit doppelter gekrümmter Bruchsteinreihe, Stele mit Eisernem Kreuz und Inschrift für die Gefallenen beider Weltkriege, Bruchsteine mit Inschriften der einzelnen Gefallenen des Ersten Weltkrieges - Begründung: geschichtlich, städtebaulich - Schutzumfang: Ehrenhain, Steinstele, Bruchsteinreihen - Denkmaltyp: Gründenkmal | BW                               |
| 19500 Wikidata | Kirchenallee 13 (54° 30′ 36″ N, 9° 0′ 18″ O)          | Kirchhof               | Alteintragung (Aktualisierung vorgesehen) - Begründung: geschichtlich, wissenschaftlich, Kulturlandschaft prägend - Schutzumfang: Kirchhof, Kirchhofspforten, Kirchhofsumwallung - Denkmaltyp: Gründenkmal, Sachgesamtheit: Kirche Schobüll | BW                               |
| 6145 Wikidata  | König-Friedrich-V.-Allee (54° 28′ 52″ N, 9° 2′ 58″ O) | Schlosspark            | Schlosspark, trapezförmige Grünfläche mit Baumbestand, zum Teil mit Einfriedungen in Form von Mauern, Wällen und Eisengitterzäunen, mit historisch zugehörigen Bauwerken, im Kern aus dem 17. Jh., Umwandlung in Volkspark durch den Hamburger Gartenarchitekt Friedrich J. C. Jürgens im Jahr 1879; spätere Aufstellung von Denkmälern, Erweiterung des Gartens um die Fläche der sog. Freiheit im Nordosten, von 1963 - Begründung: geschichtlich, wissenschaftlich, künstlerisch, städtebaulich - Schutzumfang: Schlosspark, Einfriedung, Gartenportal mit angrenzender Mauer - Denkmaltyp: Gründenkmal, Sachgesamtheit: Schloss vor Husum | weitere Fotos \| Fotos hochladen |
| 19531 Wikidata | Markt (54° 28′ 37″ N, 9° 3′ 9″ O)                     | Kirchhof               | Kirchhof; 1828–1832; mit einem Lindenkranz bestandene Grünfläche mit Steinquaderstützmauern, Steinpfosten mit Eisengitter und Steintreppen - Begründung: geschichtlich, städtebaulich - Schutzumfang: Kirchhof, Grabmale bis 1870, Einfriedung, Lindenkranz - Denkmaltyp: Gründenkmal, Sachgesamtheit: Kirche St. Marien | weitere Fotos \| Fotos hochladen |
| 5273 Wikidata  | Osterende 18 (54° 28′ 42″ N, 9° 3′ 30″ O)             | St.-Jürgen-Friedhof    | ehem. Kirchhof; im Kern 16. Jh., Umgestaltung von 1895 und durch den Gartenarchitekten Henry Maaß von 1936/37; Grünfläche mit Linden-Alleekreuz, im Norden Einfriedung mit Steinpfosten und Eisenbändern - Begründung: geschichtlich, wissenschaftlich, städtebaulich - Schutzumfang: St.-Jürgen-Friedhof, historische Grabmale, Einfriedung, Lindenalleesystem, Platz mit vier Steinbänken vor der StormWoldsen-Gruft, Bunker - Denkmaltyp: Gründenkmal, Sachgesamtheit: Gasthaus Zum Ritter St. Jürgen mit Kirche, Kirchhof mit Grabmalen und Bunker                                                                                        | BW                               |

## Quelle
- Liste der Kulturdenkmale in Schleswig-Holstein – Kreis Nordfriesland (PDF)

- Karte mit allen Koordinaten:
- OSM |
- WikiMap